# Cerreto Sannita
Cerreto Sannita (IPA: [ʧerˈretosanˈnita], Cerrìte, in dialetto cerretese, IPA:[tʃəˈrːitə]) è un comune italiano di 3 541 abitanti della provincia di Benevento in Campania.
Feudo della famiglia Sanframondo dal 1151 al 1460, nel 1483 passò ai Carafa. Nel XVII secolo divenne sede dei vescovi della diocesi telesina che nel 1986 è diventata diocesi di Cerreto Sannita-Telese-Sant'Agata de' Goti. Nel 1737 la cittadina si ribellò ai conti Carafa a causa del regime di polizia imposto ai cerretesi e delle esose imposte che stavano mettendo in ginocchio l'industria della lavorazione dei panni di lana. I Carafa inviarono centoventi mercenari per sedare la rivolta ed eseguirono numerose violenze e carcerazioni arbitrarie. Solo grazie all'intervento del re Carlo III di Borbone fu ripristinata la legalità e i cerretesi riuscirono ad ottenere i primi risultati a livello giudiziario, anche se l'industria armentizia, che per secoli aveva procurato loro numerose ricchezze, era ormai in declino.
Il centro abitato, conosciuto per la secolare arte della ceramica, è strutturato su un impianto regolare essendo stato interamente ricostruito su progetto di Giovanni Battista Manni e dietro volontà del conte Marzio Carafa e di suo fratello Marino dopo che il terremoto del 5 giugno 1688 aveva raso al suolo la vecchia Cerreto.

## Geografia fisica

### Territorio
Il centro storico di Cerreto Sannita è situato nell'alta valle del fiume Titerno su un tozzo colle circondato dai torrenti Turio e Cappuccino, alle porte del parco nazionale del Matese.
Il comune si estende su una superficie di 33,3 km². Sino all'Unità d'Italia tale estensione era molto più ampia e comprendeva anche i due casali (frazioni) di Civitella Licinio e di San Lorenzello, il primo divenuto frazione di Cusano Mutri e il secondo comune autonomo.
Il territorio comunale, prevalentemente collinare, è cinto da ovest a est da alcuni rilievi siti alle pendici del massiccio del Matese. A ovest vi è Monte Erbano, la cui quota massima arriva a 1.385 m e a nord-ovest Monte Cigno con un'altitudine di 675 m, separati dal corso del torrente Titerno. A nord vi è Mont'Alto ed a nord-est Monte Coppe con circa 1.200 m di altezza.

#### Idrografia
I corsi d'acqua che attraversano il comune sono prevalentemente di carattere torrentizio. Essi, chiamati anche valloni, sono:
- il torrente Titerno che nasce a Pietraroja e giunge a Cerreto Sannita dopo aver attraversato la stretta gola calcarea esistente fra i monti Erbano e Cigno. Sulle sue sponde nel XVIII secolo si ricavava l'argilla usata dai ceramisti locali per realizzare le loro manifatture;
- il torrente Turio che sorge nei pressi della località Madonna della Libera e dopo un breve tratto sotterraneo bagna il centro abitato a ovest per poi confluire nel Titerno;
- il torrente Cappuccini che nasce nei pressi di monte Coppe. La denominazione deriva dal fatto che il suo corso lambisce il Santuario Madonna delle Grazie, tenuto dai Padri Cappuccini;
- il torrente Selvatico così chiamato perché nei secoli scorsi, a seguito delle troppe piogge, straripava frequentemente ed inondava i terreni circostanti. In alcuni documenti del XVII secolo è chiamato "torrente Vagno".[11]

### Clima
La zona climatica di Cerreto Sannita è di fascia D; di conseguenza l'accensione degli impianti termici di cui al D.P.R. n. 412 del 26 agosto 1993 è consentita dal 1º novembre al 15 aprile per un massimo di quattordici ore giornaliere.
Il clima di Cerreto Sannita è di natura mediterranea con inverno piuttosto rigido ed estate calda e afosa. Le montagne circostanti proteggono la cittadina dai forti venti ma la vicinanza con il massiccio del Matese rende il territorio comunale cerretese soggetto a nevicate nei mesi freddi. Nei mesi estivi, a causa della siccità, si è ricorso spesso in passato alla turnazione dell'acqua potabile.
- Classificazione climatica di Cerreto Sannita[13]
  - Zona climatica: D
  - Gradi giorno: 1574

## Storia

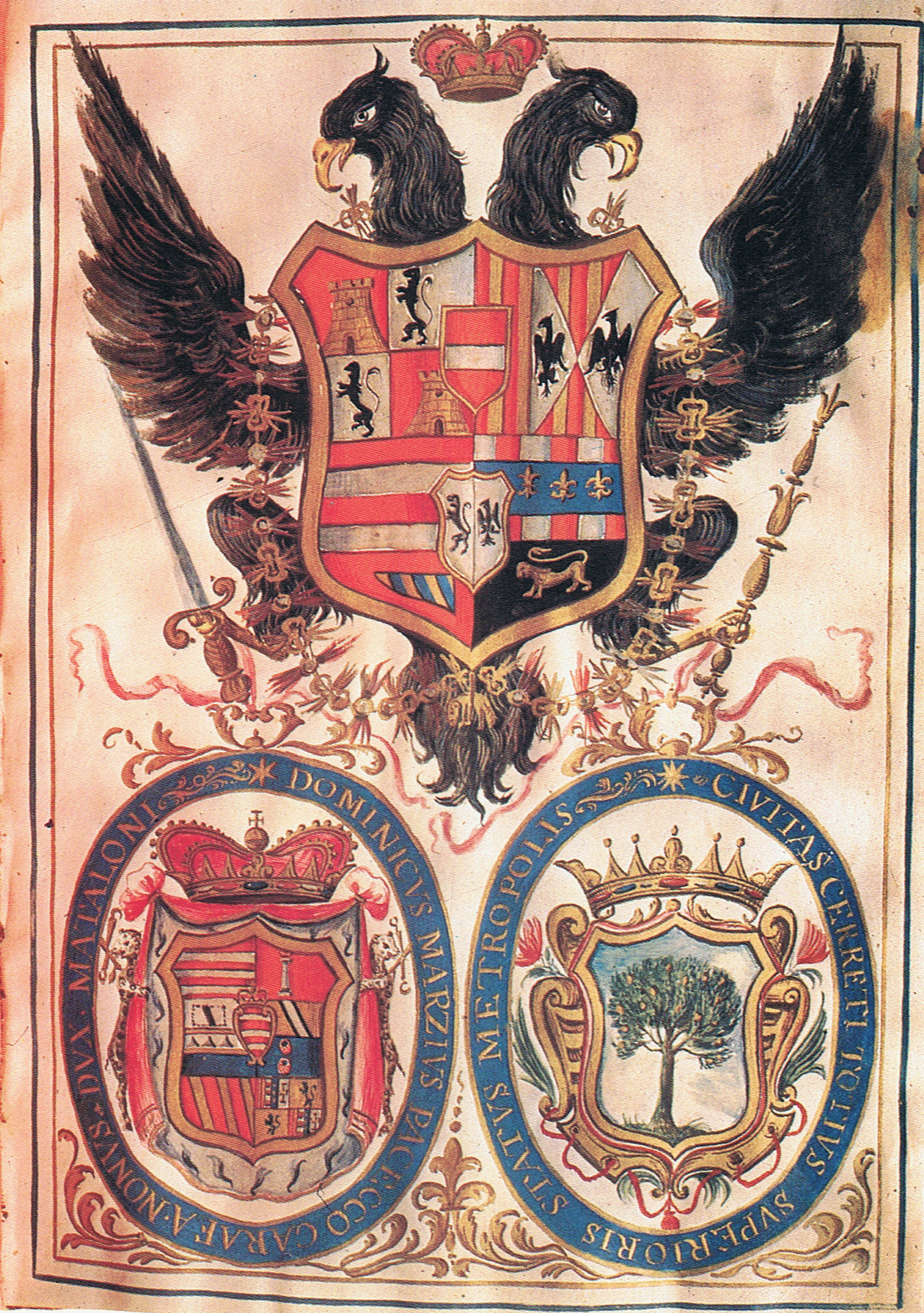
Lo stemma spagnolo di Carlo V, e quelli dei conti Carafa e dell'Universitas di Cerreto in una copia degli Statuti del 1541

### Antichità
Il territorio comunale di Cerreto Sannita è stato abitato sin dalla preistoria come hanno testimoniato i risultati di alcuni scavi archeologici realizzati alla fine del XIX secolo nei pressi della morgia Sant'Angelo o «Leonessa». Nei pressi della leonessa è stato rinvenuto anche un forno ceramico risalente al neolitico che attesta la millenaria tradizione di manipolazione dell'argilla presente nel territorio cerretese.
Durante il periodo sannitico-romano si ha notizia di un villaggio denominato Cominium Cerritum (o Cominium Ocritum), ipoteticamente situato nella zona dove sorge la chiesa della Madonna della Libera presso cui sono visibili i resti del tempio di Flora.

### LavecchiaCerreto
Il primo documento che cita Cerreto è un diploma imperiale che risale al X secolo. In questo documento dell'anno 972 l'imperatore Ottone II di Sassonia confermò il possesso della chiesa di San Martino di Cerreto all'abate Gregorio di Santa Sofia in Benevento. Questa donazione fu ratificata successivamente nel 1022 e nel 1038 rispettivamente dagli imperatori Enrico II il Santo e Corrado II il Salico, e nel 1088 dal papa Gregorio VII.
Grazie anche al lento declino della città di Telesia ed in particolar modo al devastante terremoto del 1349 la vecchia Cerreto acquistò un ruolo sempre maggiore nella zona dal punto di vista economico, commerciale e demografico. Il sisma del 1349 infatti sconvolse il suolo telesino dando origine ad asfissianti mofete. I superstiti, per evitare la morte a causa della malaria e di altre malattie mortali, si trasferirono nei centri più vicini come Cerreto, Solopaca e San Salvatore Telesino. Anche i vescovi abbandonarono Telesia e vagarono nella diocesi in cerca di una dimora stabile che trovarono solo nel XVI secolo nell'antica Cerreto.
A partire dal XV secolo Cerreto conobbe un importante sviluppo economico dovuto alla fiorente industria ed al commercio dei panni lana. Le famiglie più ricche e le confraternite possedevano migliaia di capi di bestiame che in inverno, attraverso i tratturi della transumanza, venivano portate in Puglia dove il clima era più mite. La lavorazione della lana avveniva invece a Cerreto all'interno delle case (fase della tessitura) e in appositi opifici (fasi della gualcatura, cartonatura e tintura). Secondo lo storico Di Stefano il numero complessivo dei capi di bestiame cerretesi ammontava a duecentomila.

### Il terremoto del 5 giugno 1688 e la ricostruzione

Tavolario del Sacro Regio Consiglio (1742) raffigurante la parte del centro storico edificata sul suolo del dottor Paolo Emilio Magnati.

Il terremoto del 5 giugno 1688 distrusse completamente Cerreto antica e la maggior parte dei paesi del Sannio. Marino Carafa, fratello del conte Marzio, arrivò pochi giorni dopo con medici, viveri e vettovaglie. Scavò con le sue mani fra le macerie e, con la consulenza di più periti ingegneri, decise di ricostruire la cittadina più a valle su un suolo maggiormente stabile. La zona scelta per costruire la nuova Cerreto era costituita da un vasto e tozzo colle lambito a est e ad ovest dai torrenti Turio e Cappuccini e attraversato da nord a sud dall'antica via Telesina che raccordava Cerreto antica a Telesia.
L'edificazione del nuovo centro abitato fu iniziata subito dopo la squadratura degli isolati che fece probabilmente il regio ingegnere Giovanni Battista Manni, il quale ebbe anche il compito di valutare la rendita dei terreni privati occupati. La ricostruzione fu abbastanza veloce tanto che nel 1696, a distanza di soli otto anni dal terremoto, ogni cittadino aveva edificato la propria abitazione.
Con la ricostruzione della cittadina giunsero a Cerreto numerose maestranze artigiane, in particolar modo napoletane, attratte anche dall'agevolazione fiscale contenuta negli Statuti comunali del 1541 riguardante l'esenzione di alcuni tributi per i forestieri stanziatisi nella cittadina. Fra le maestranze accorse a Cerreto vi fu anche il maestro ceramista Nicolò Russo, considerato il padre della ceramica cerretese. Nella sua bottega, diventata in pochi anni una vera e propria "fabbrica" di ceramiche, si formarono tutti i più importanti ceramisti cerretesi e fra questi anche Antonio Giustiniani, padre del più famoso Nicola.

### Un lento declino
Durante la prima metà del Settecento furono completate le grandi architetture religiose e civili. I rapporti fra i cerretesi ed i conti Carafa tornarono ad essere aspri a causa degli eccessivi soprusi e delle numerose tasse pretese dai feudatari. Nel 1737, a causa della presentazione di un ricorso da parte della civica amministrazione contro i Carafa, la cittadina fu occupata da alcune milizie per più di un mese.
Il fervore economico legato alla ricostruzione si affievolì con il passare dei decenni. Alla fine del Settecento tramontò l'industria dei panni lana e all'inizio dell'Ottocento, a causa dell'abolizione del sistema feudale, la cittadina fu privata del ruolo di capoluogo di contea passando all'interno del vasto distretto di Piedimonte d'Alife (nell'ambito della provincia di Terra di Lavoro). A complicare le cose vi fu il terremoto del 1805 che danneggiò la parte bassa del centro abitato.

### L'unificazione e il nuovo ruolo di Cerreto
All'indomani dell'unificazione nazionale il cerretese Michele Ungaro fu eletto primo presidente del Consiglio provinciale. Fra le numerose iniziative prese da Ungaro vi fu quella di restituire un ruolo di guida alla sua cittadina proponendo e ottenendo l'erezione di Cerreto a capoluogo di uno dei tre circondari in cui era divisa la provincia. Grazie a questa iniziativa Cerreto iniziò ad ospitare numerosi uffici pubblici ed istituzioni scolastiche.
Il fenomeno del brigantaggio, già presente da molto tempo nella zona, ebbe nuova linfa dopo l'Unità d'Italia con la formazione di diverse bande. La più numerosa fu quella capeggiata dal cerretese Cosimo Giordano, autore di numerose estorsioni, furti, sequestri e omicidi. Le taglie messe sui capi briganti, le assenze continue del Giordano, impegnato a riciclare i proventi delle estorsioni all'estero, e la collaborazione della popolazione iniziarono a minare l'unità della banda. Cosimo Giordano continuò ad uccidere, a sequestrare persone e a rubare sino all'arresto avvenuto nel 1882. Processato, fu condannato ai lavori forzati a vita..
Passati gli anni del brigantaggio, Cerreto Sannita conobbe un florido sviluppo sociale e culturale tipico della Belle Époque, periodo storico e culturale avutosi tra l'Ottocento e il Novecento. Nel 1881 fu fondata la Società operaia di Cerreto Sannita allo scopo di assistere economicamente i lavoratori cerretesi in caso di necessità e di elevare la loro istruzione mediante corsi e lezioni.  Nel 1891 fu interamente rifatto l'acquedotto comunale, nel 1903 fu ampliato il cimitero e nel 1908 fu completata l'installazione dell'elettrodotto, salutata dal poeta Pietro Paolo Fusco con un'ode in dialetto cerretese. Furono fondate ben tre banche: la Banca Circondariale del Sannio che faceva capo a Giuseppe D'Andrea; la Banca Popolare Cooperativa stretta ad Antonio Venditti; e la Banca popolare di Cerreto Sannita, sponsorizzata dai sacerdoti e dai cattolici. La prima guerra mondiale e la successiva recessione economica causarono il fallimento delle tre banche, la perdita dei risparmi dei cerretesi e l'inizio di un lungo periodo di decadenza economica, sociale ed intellettuale.

### Dal fascismo ad oggi

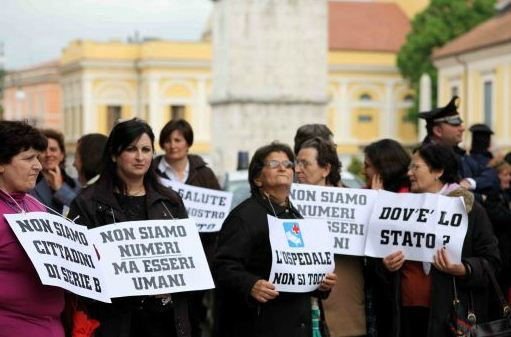
Particolare delle proteste contro la riconversione dell'ospedale di Cerreto Sannita (aprile 2010)

Con l'avvento della dittatura fascista Cerreto Sannita ebbe un periodo di relativa tranquillità sociale sino al 1926 quando un gruppo di facinorosi irruppe nella sede municipale dove era in corso una seduta del giunta comunale democraticamente eletta anni prima. Il sindaco, notaio Domenico Pilella, fu costretto alle dimissioni.
La seconda guerra mondiale consegnò a Cerreto un solo morto civile, ucciso durante una rappresaglia da parte dei tedeschi. Molto più numerosi furono i giovani morti sui vari fronti: i loro nomi sono incisi sulle lastre del monumento ai caduti eretto in piazza Luigi Sodo. I tedeschi durante la ritirata del 1943 furono autori di furti, saccheggi e requisizioni. Al fine di isolare il paese e di rallentare l'avanzata alleata fecero saltare in aria tutti i ponti che collegavano Cerreto ai centri vicini.
Al termine della seconda guerra mondiale la prima amministrazione provvisoria guidata dall'ingegnere Antonio Biondi dovette affrontare non pochi problemi: la disoccupazione era dilagante, i prezzi dei generi alimentari erano in costante aumento e i ponti che collegavano la cittadina ai comuni vicini erano stati fatti saltare dai tedeschi in ritirata. Si provvide con grandi sacrifici a ricostruire i ponti crollati come quello di "Lavello" che venne completato celermente nel 1946.
Con il passare degli anni Cerreto ha perso il ruolo di centro dei servizi acquisito dopo l'Unità d'Italia con la sua erezione a capoluogo di circondario. La chiusura (sottoprefettura, carceri, guardia di finanza, pretura, ospedale, giudice di pace, istituto e scuola magistrale, liceo linguistico), l'accorpamento ed il ridimensionamento (agenzia delle entrate, comunità montana, istituti superiori) di uffici ed enti hanno dato un duro colpo all'economia e alla demografia locale. I tentativi di valorizzazione dell'artigianato locale, in particolare quello della ceramica, e di promuovere il settore turistico non sempre sono riusciti ad arginare la difficile crisi che si sta attraversando, comune a quasi tutto l'entroterra sannita.
A partire dal 2007 la cittadina è stata interessata da numerose proteste e da accese manifestazioni contro la riconversione dell'ospedale Maria delle Grazie decretata dalla legge regionale n. 24/2006. Nonostante le proteste e i numerosi appelli alle autorità competenti, i reparti di medicina, di ortopedia, di chirurgia e di cardiologia dell'ospedale di Cerreto Sannita sono stati chiusi e smantellati. Nell'agosto 2011 era in corso la trasformazione della struttura sanitaria in "ospedale di comunità", ovvero l'edificio diventerà sede solo di un pronto soccorso e di uffici di assistenza sociale.

## Monumenti e luoghi d'interesse

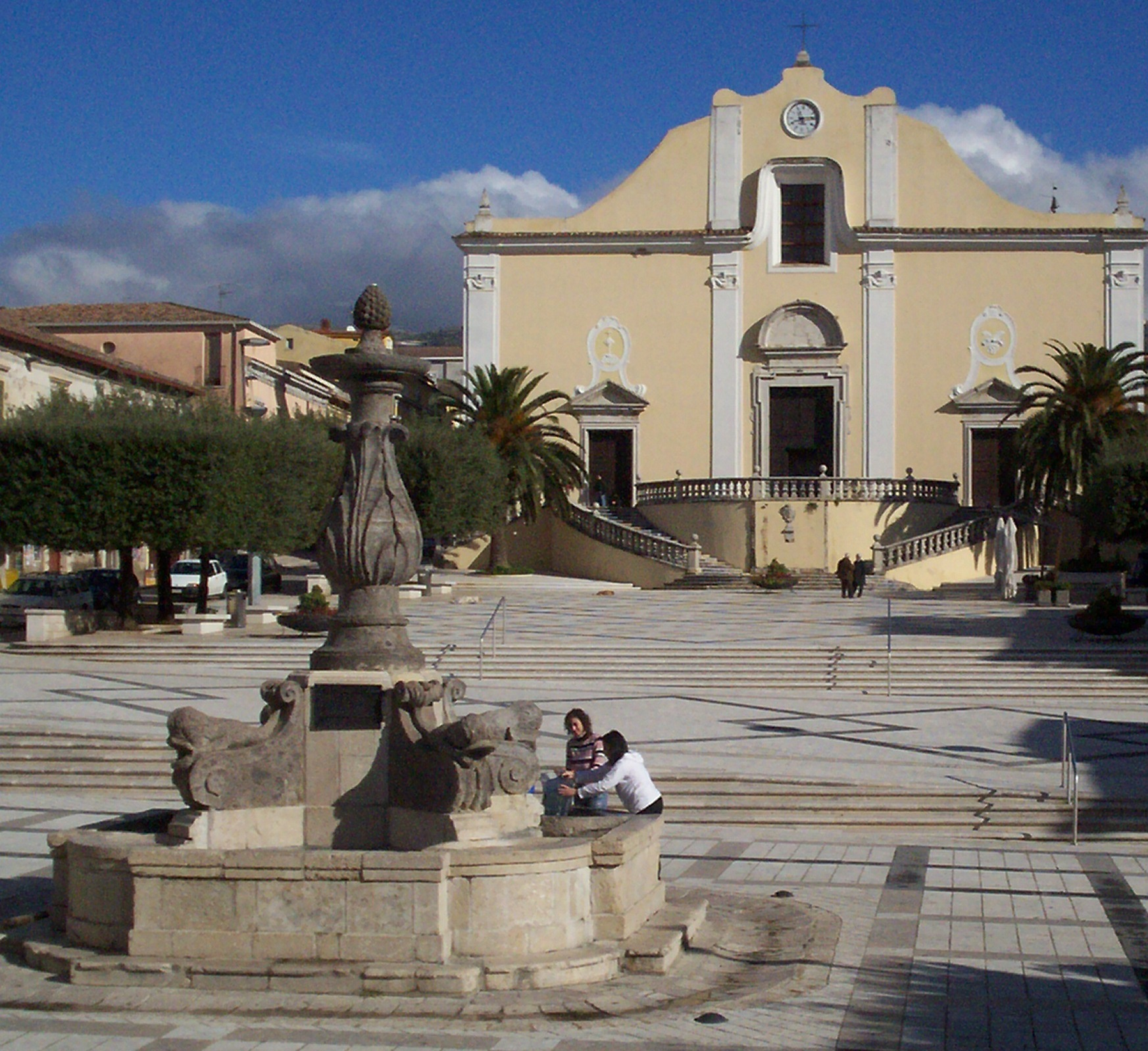
La collegiata di San Martino con l'antistante fontana dei Delfini

(Guido Piovene)

### Architetture religiose

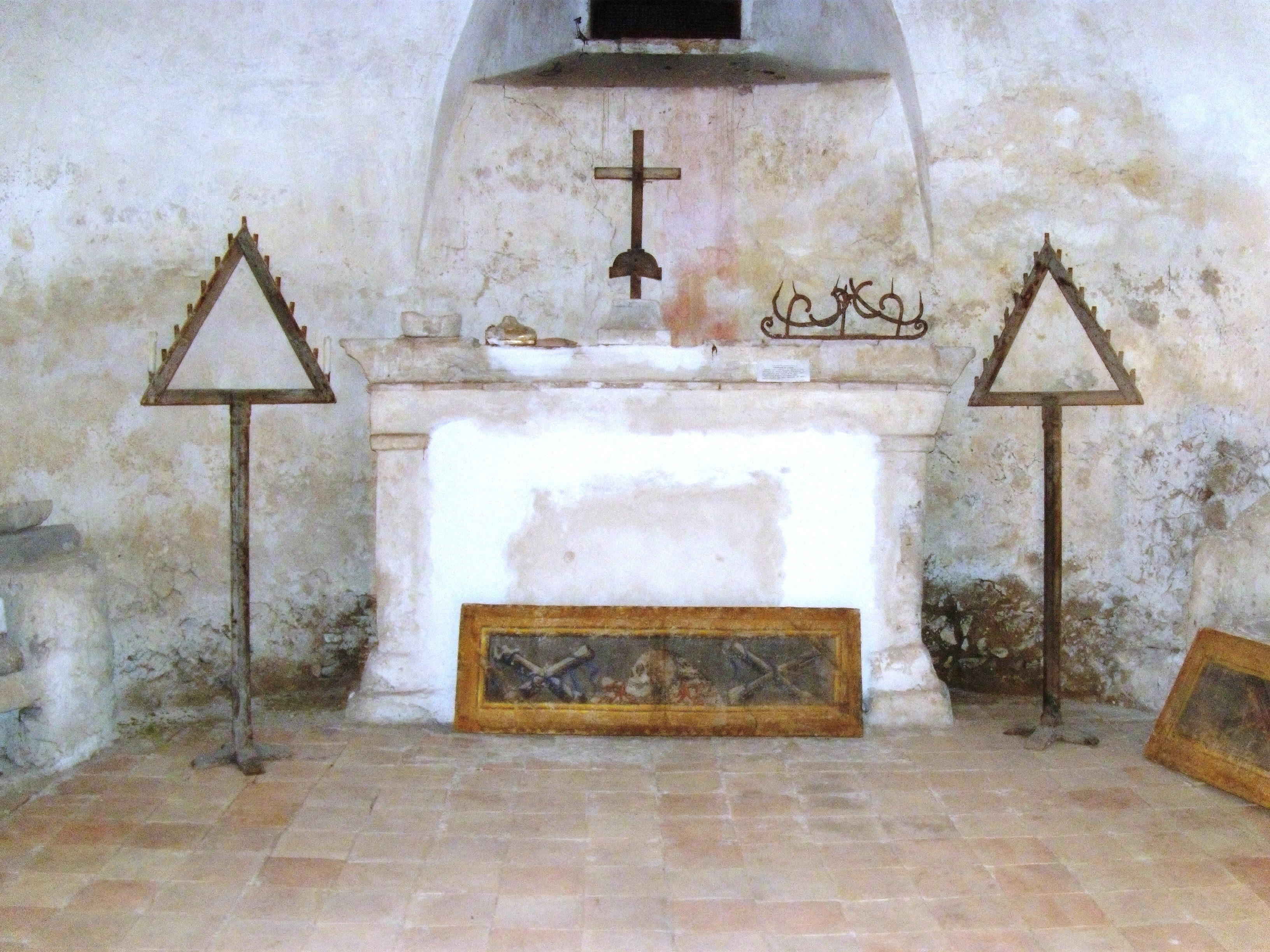
Un ambiente della cripta sepoltura sottostante la chiesa di San Rocco

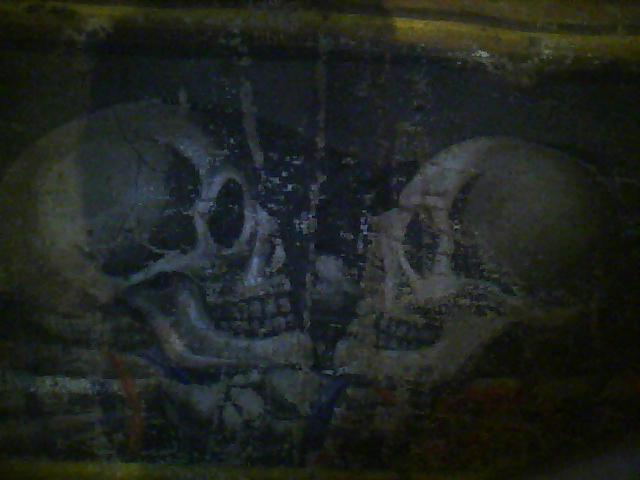
Nella stessa cripta, particolare di una tavola dipinta del XVIII secolo

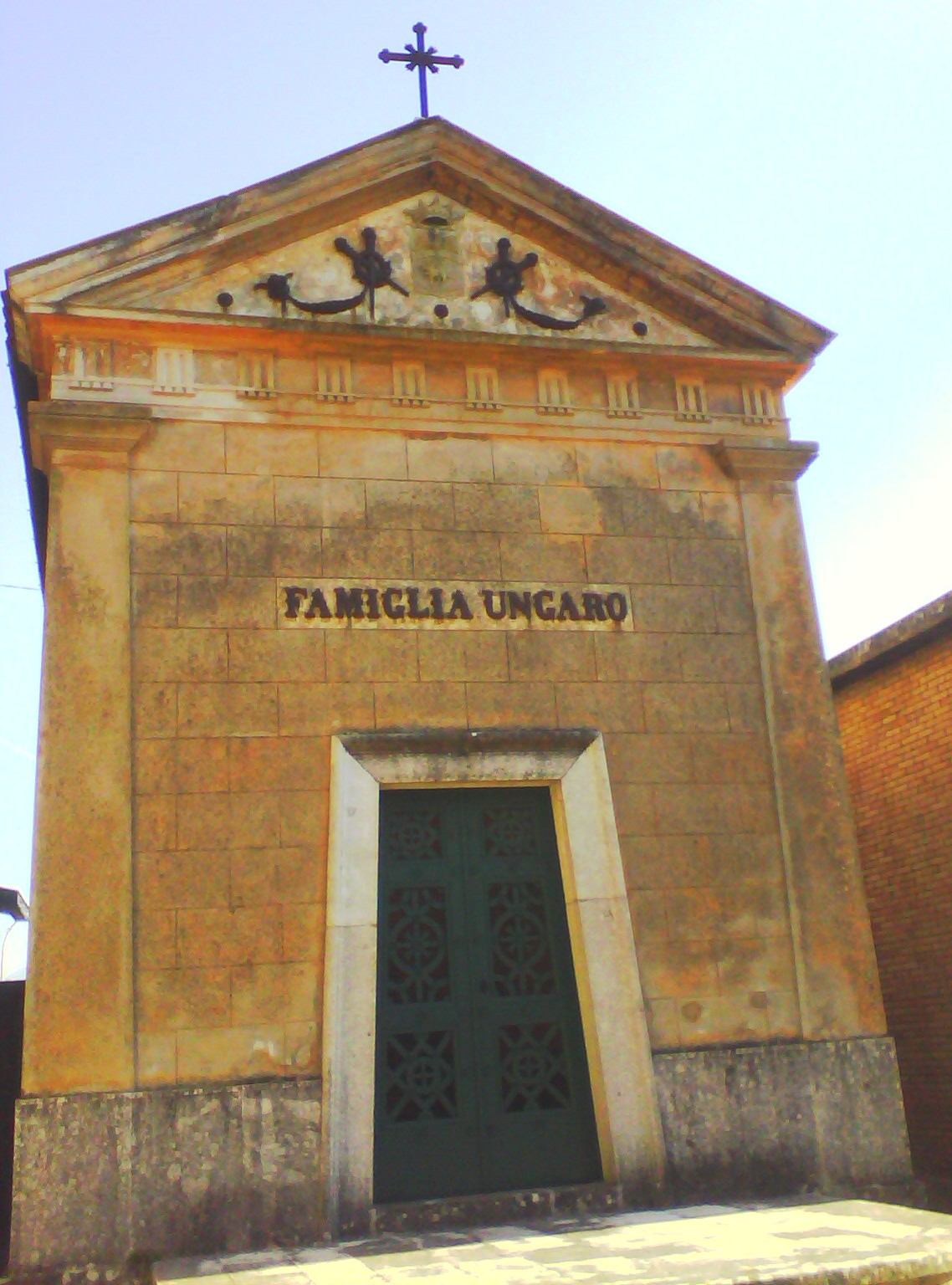
La cappella cimiteriale della famiglia Ungaro dove dal 1895 al 1910 furono conservati i resti del vescovo Luigi Sodo.

Chiesa CattedraleIl Duomo, edificato fra il 1689 e il 1736, è caratterizzato dalla facciata in pietra locale lavorata abbellita da stuccature, da vetrate policrome e da due tozzi campanili ricoperti da embrici maiolicati gialli e verdi. L'interno, a croce latina, è ornato da finissimi stucchi realizzati da Benedetto Silva e da Giacomo Caldarisi. Numerosi sono i dipinti di autori napoletani e locali. Alle pareti del presbiterio sono siti due affreschi neoclassici raffiguranti Gesù tentato e Gesù consolato mentre l'altare maggiore è sovrastato dal dipinto raffigurante la Santissima Trinità e l'incoronazione della Vergine (metà XVIII secolo). Nella cappella della Madonna Immacolata sono conservati due busti lignei settecenteschi raffiguranti San Giuseppe col Bambino e Sant'Anna con la Madonna. Nella cappella del Sacramento è sepolto il servo di Dio mons. Luigi Sodo.
Collegiata di San Martino VescovoCostituita nel 1544 a seguito dell'unione di sei parrocchie, la collegiata è stata ricostruita su progetto di Giovanni Battista Manni fra il 1689 ed il 1733. La facciata è dotata di quattro scale di accesso in pietra (due curve e due dritte) terminanti in un sagrato semicircolare dove è incastonata una meridiana di epoca romana. L'interno a tre navate è vasto e luminoso. Vi si possono ammirare diverse opere in marmi policromi dei fratelli Pagano (1736), numerosi dipinti settecenteschi, alcune pavimentazioni in ceramica cerretese antica (ultime cappelle a sinistra) e delle pregevoli sculture lignee. L'organo, commissionato al maestro napoletano Felice Cimmino alla fine del Seicento, è ricco di intagli e dorature ed è fronteggiato dal pulpito in legno di noce, eseguito nel 1762. L'altare maggiore è sovrastato dalla Gloria di San Martino, grande dipinto realizzato nel 1714 da Paolo de Falco. Nella cappella del Sacramento sono site tre tele di Lucantonio D'Onofrio: l'Ultima Cena (1738), il miracolo della manna nel deserto (1741) e Cristo con l'adultera (1758).
Chiesa di Sant'Antonio di PadovaAnnessa all'ex monastero dei frati conventuali, è stata dimezzata nelle dimensioni a seguito del terremoto del 26 luglio 1806 che fece crollare il transetto, la cupola ed il presbiterio, mai più ricostruiti. Nella prima cappella a sinistra è conservata una pregevole pala in legno dipinta e dorata del XVII secolo raffigurante la Madonna del Pianto. Il dipinto che sovrasta l'altare maggiore è opera di Francesco Celebrano (metà del Settecento) e raffigura in basso lo stemma dell'Universitas di Cerreto che commissionò l'opera e una veduta della chiesa come si presentava prima del sisma del 1806. Vi si conservano anche resti di pavimentazioni in ceramica cerretese antica ed una pregevole statua lignea raffigurante Santa Caratisa, salvatasi alla distruzione del terremoto del 5 giugno 1688.
Chiesa di Santa Maria di CostantinopoliLa chiesa, voluta dal frate cappuccino Ruffino di Napoli nel 1616, era sede di una delle più potenti e ricche confraternite della cittadina, proprietaria anche del Monte di pietà. Nell'edificio è molto ricorrente la rappresentazione di un angelo che getta acqua su Costantinopoli in fiamme, raffigurata nel medaglione in stucco sulla facciata, nella base della scultura della Madonna di Silvestro Jacobelli e nel dipinto incastonato nella volta della navata. Alla base del coro ligneo intagliato si possono ancora vedere dei resti della pavimentazione in ceramica cerretese antica. Gli stucchi alle pareti, tipicamente settecenteschi, incorniciavano dipinti ovali di pregevoli fattura attualmente dispersi.

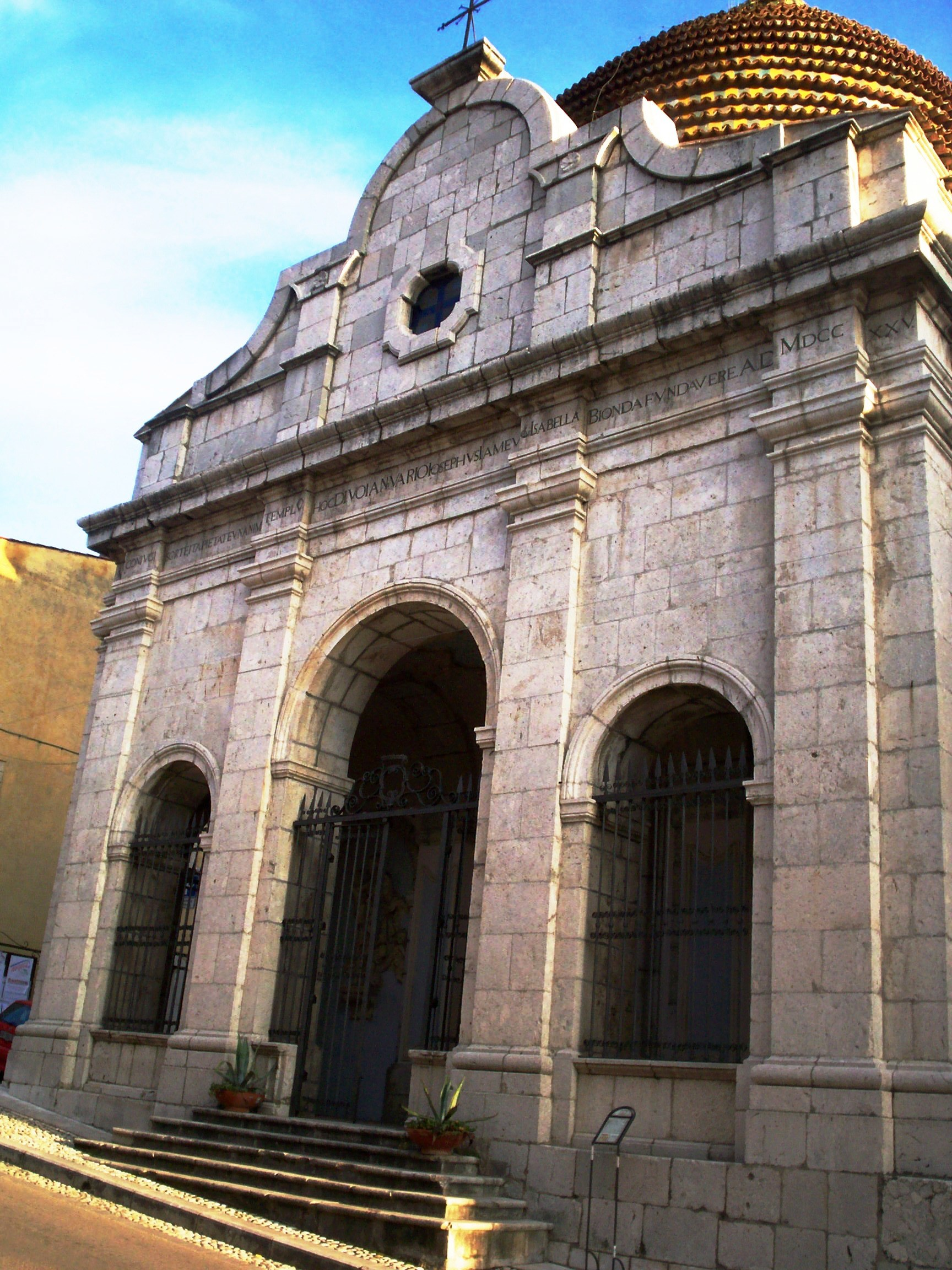
La chiesa di San Gennaro

Chiesa di Santa Maria del monte dei mortiLa chiesa è fornita di un grosso portale in pietra locale corredato da un cranio che rievoca la curiosa denominazione. L'interno conserva degli altari costruiti usando dei marmi locali ed alcune tracce di antiche pavimentazioni in ceramica cerretese. Alle pareti del presbiterio sono site due tempere del Mozzilli (1761) raffiguranti la nascita della Vergine e la presentazione al tempio. L'altare maggiore è sovrastato dalla scultura lignea della Madonna Assunta, venerata il 15 agosto. Nel campanile, rivestito da embrici maiolicati gialli e verdi, sono incastonate diverse pietre di riporto provenienti da Cerreto antica.
Chiesa di San Gennaro VescovoIl tempio, voluto nel 1722 dai coniugi Giamei e Biondi, è caratterizzato dall'alta cupola a gradoni rivestita da embrici maiolicati gialli e verdi e dalla candida facciata in pietra locale. L'interno, a pianta ellittica, è sede del museo civico di arte sacra che raccoglie pregevoli reperti artistici di soggetto religioso tra i quali spicca un reliquiario-calendario cesellato. Nella predella dell'altare maggiore è conservato il pavimento originario in ceramica cerretese eseguito da Nicolò Russo intorno al 1730 e caratterizzato da una ricca decorazione floreale e ornitologica. Gli stucchi settecenteschi sono del Caldarisi e del Borrelli. Pregevoli le quattro porte in legno di noce intagliato.
Chiesa di San RoccoAmpliata dopo la peste del 1656 ed ancora nella metà del Settecento, possiede diverse sculture lignee tra le quali è degna di nota quella della Madonna della Provvidenza, realizzata da Silvestro Jacobelli nella metà del XVIII secolo. Nella sacrestia sono conservati due pregevoli dipinti settecenteschi. Da una porta della navata si può accedere alla interessante cripta-sepoltura che testimonia l'antica usanza di seppellire i morti all'interno delle architetture religiose. Nei vari ambienti che compongono la cripta sono presenti tipologie di sepoltura "a seggiola" e "a letto", alcune "connole" (bare) e la vasca dove veniva preparata la calce viva con la quale venivano trattati i corpi dei defunti.
Ex monastero delle ClarisseFondato nel 1369 da Francesca Sanframondi, il monastero è dal XX secolo sede delle Suore del Buono e Perpetuo Soccorso. Nell'androne dell'istituto religioso è sito il sepolcro della prima badessa Caterina Sanframondi con gli stemmi degli Angioini e dei conti Sanframondi. Nella chiesa, magnificamente conservata, si possono ammirare pregevoli dipinti settecenteschi incorniciati da ricchi stucchi del Calise (1705). Le grate lignee dorate che sovrastano il cornicione erano usate dalle clarisse per ascoltare le funzioni religiose. Nel vastro pronao interno è sita una delle più ampie e meglio conservate pavimentazioni in ceramica cerretese antica.
Confraternita della Madonna del PiantoOriginariamente annessa alla chiesa di Sant'Antonio, è costituita da un'unica navata che termina in un presbiterio sovrastato da una cupola affrescata nel XVIII secolo. L'edificio è usato per iniziative culturali.
Chiesa di San GiuseppeEdificata da Giuseppe Ciaburro, commerciante di panni lana, è dal 1970 adibita a falegnameria. Il pavimento in ceramica, unico a Cerreto per colori e forme, e le stuccature costituiscono le principali attrazioni. I dipinti che erano conservati nel tempio sono stati trasferiti al museo civico di arte sacra.
Santuario della Madonna delle GrazieCompletato nel 1588 è stato più volte ampliato e abbellito nel corso dei secoli. Nel cappellone neogotico è custodita la scultura della Madonna, commissionata a Napoli dal padre guardiano su richiesta dei superstiti alla carestia del 1730. Dietro l'altare maggiore è sita una pala in legno realizzata dai frati nel XVII secolo. Vi si possono ammirare anche alcune opere settecentesche attribuite a Francesco Celebrano.
Chiesa della Madonna del CarmineIniziata nel 1610 è stata recuperata nel 2003 dopo alcuni decenni di abbandono. L'interno, caratterizzato dal forte dislivello della navata, custodisce diverse lapidi aventi curiose iscrizioni in latino. Nella cappella centrale sono conservate tracce di antichi affreschi.
Chiesa della Madonna della LiberaCostruita sui resti di un tempio sannita, è stata ampliata e ricostruita più volte. L'interno conserva diverse sculture lignee. La statua della Madonna della Libera è oggetto di un'importante venerazione nel mese di luglio.
Chiesa di San Giovanni BattistaPiccola architettura religiosa edificata su una grossa roccia a strapiombo sul corso del torrente Turio. La chiesa, salvatasi al terremoto del 5 giugno 1688, conserva un antico dipinto. La chiesetta, assieme al ponte adiacente, è legata alla leggenda della "'Nzilla".
Chiesa di Sant'AnnaSita nell'omonima contrada, in alcuni documenti del XVII secolo risultava intitolata alla Madonna di Loreto perché sull'unico altare della chiesa era conservata una effigie raffigurante la "B.M.V. di Loreto". Sull'altare maggiore è posta la scultura lignea di Sant'Anna con la Madonna. Sant'Anna è raffigurata mentre fissa negli occhi la giovane Madonna, rappresentata con le mani giunte nell'atto della preghiera.
Chiesa della Madonna del SoccorsoLa chiesa fu costruita lungo la strada che da Cerreto antica portava in Puglia ed era molto frequentata dalle greggi di pecore e dai mercanti di panni lana. Secondo la tradizione popolare la chiesetta fu fondata da un ricco mercante che cadendo da cavallo invocò la Vergine dicendo "Madonna Soccorrimi". Rimasto incolume fondò il luogo sacro. Nella parete di fondo era sita la pala lignea risalente al XVII-XVIII secolo, oggi custodita nella collegiata di San Martino. La chiesa è stata dichiarata non fruibile a causa dei danni riportati dagli eventi sismici del 29 dicembre 2013 e del 20 gennaio 2014.
Chiesa di Sant'OnofrioVenne fondata intorno al 1530 da Antonio Magnati in località "Campo chiaro", su un suo terreno prospiciente l'antica strada che raccordava Cerreto antica a Telesia (la via Telesina). Al suo interno era sito un solo altare sovrastato da un dipinto raffigurante Sant'Onofrio con, a sinistra, Santa Maria e San Giacomo e, a destra, San Francesco e San Leonardo.

#### Cimitero comunale
La prima notizia riguardante il cimitero di Cerreto Sannita risale al 1833 quando in una lettera l'intendente di Terra di Lavoro invitò il decurionato cerretese a "rianimare la costruzione del Campo Santo". Nella stessa lettera l'intendente raccomandò l'uso del sistema della inumazione perché più conveniente e meno dispendioso di quello della tumulazione. L'amministrazione comunale rispose che i lavori, iniziati nel 1830, erano stati interrotti a causa della mancanza di fondi e che si era preferito introdurre il sistema della tumulazione perché il suolo scelto non era adatto per inumarvi i cadaveri essendo "irregolare, tutto cretoso, con pietre vive". La zona scelta per far sorgere il cimitero si trovava nei pressi dei ruderi di Cerreto antica.
Nonostante questa corrispondenza i lavori del cimitero non proseguirono ed i defunti continuarono ad essere seppelliti nelle chiese tanto che nel 1851 si rese necessario ampliare la sepoltura sottostante la chiesa di Santa Maria.
Solo nel 1852 il decurionato, a causa dell'indignazione dei cittadini, si vide costretto ad avviare i lavori del cimitero dopo aver acquistato un terreno al confine con il comune di San Lorenzello. I lavori proseguirono lentamente anche a causa della forte opposizione del comune di San Lorenzello che sosteneva di avere giurisdizione sul terreno scelto per edificarvi il cimitero.
Nel 1868 venne deciso di suddividere il cimitero in otto parti uguali da destinare rispettivamente alla confraternita di Santa Maria, al capitolo della Cattedrale, alla confraternita di San Rocco, al capitolo della Collegiata di San Martino, alla confraternita di Sant'Antonio ed alla confraternita della Madonna di Costantinopoli. Le altre due parti rimaste dovevano essere riservate una ai "poveri non confratelli" e l'altra ai non battezzati.
Il cimitero, sito lungo la strada provinciale Telese Terme-Cerreto Sannita conserva alcune cappelle gentilizie del XIX secolo.
A causa degli eventi sismici del 29 dicembre 2013 e del 20 gennaio 2014 alcune cappelle cimiteriali sono state dichiarate non fruibili.

### Architetture civili

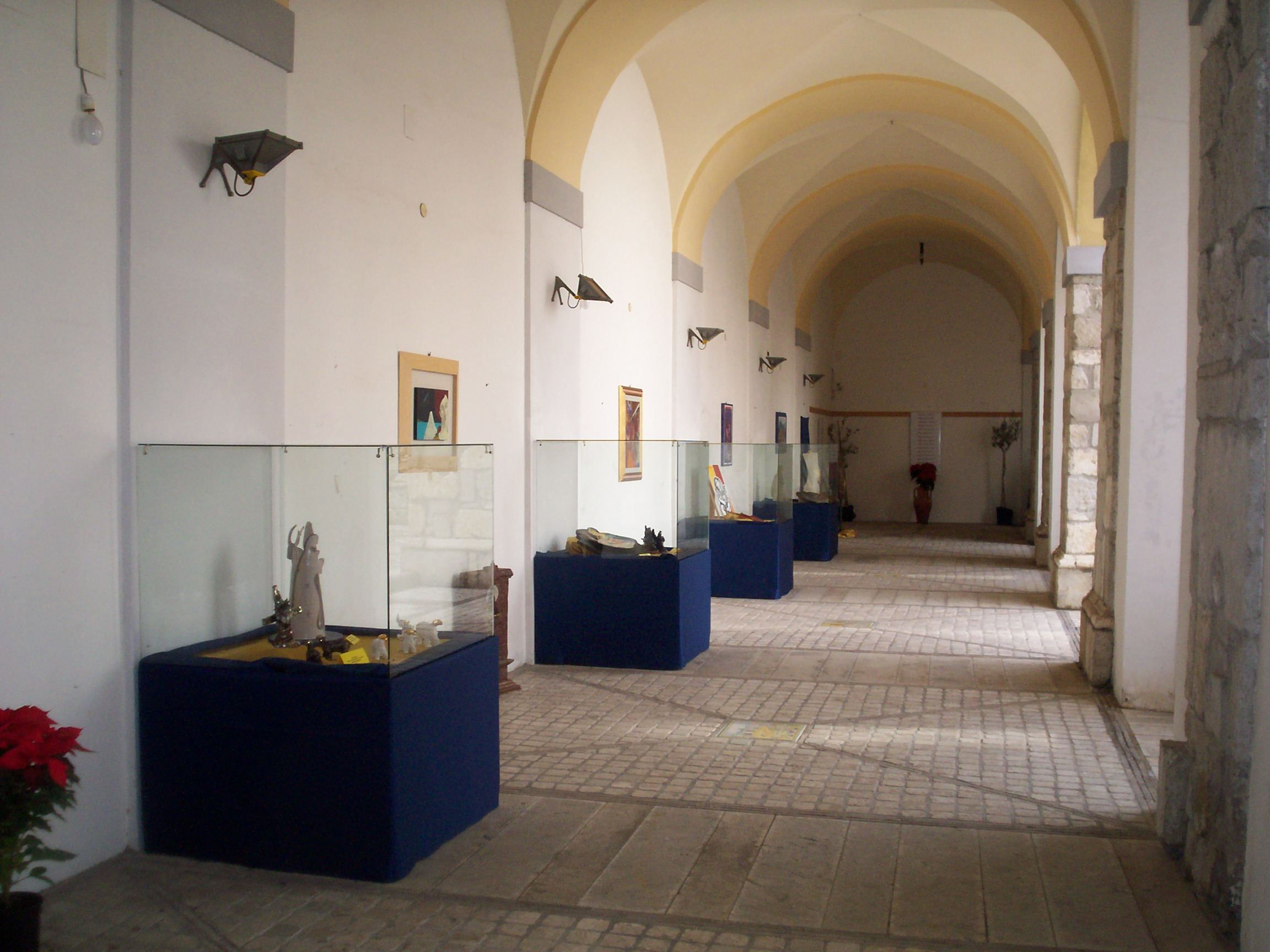
Particolare del chiostro di palazzo Sant'Antonio.

Palazzo Sant'AntonioEx convento francescano, è sede degli uffici comunali e del museo civico e della ceramica cerretese. Nella pavimentazione del chiostro sono siti ventitré pannelli maiolicati che raccontano, tramite delle raffigurazioni, la storia, le tradizioni e i luoghi di interesse di Cerreto Sannita.
Palazzo del GenioOriginaria sede dell'Universitas, il palazzo deve il suo nome ad un teatro che aveva sede al suo interno e che era intitolato al Genio italico. È attualmente sede della Biblioteca comunale e di iniziative culturali.
Carceri feudaliTerminate nel 1711 sono state operative sino al 1960. L'edificio ospita la sezione di arte ceramica contemporanea del museo civico dove sono esposte opere dei più importanti ceramisti italiani eseguite dal 1998 ad oggi. Sotto le scale è conservata una cella con le scritte dei detenuti alle pareti.
Taverna ducaleEdificata intorno al 1720, aveva come funzioni principali quelle di ospitare e rifocillare i forestieri che si recavano nella cittadina. Il portale principale è corredato dallo stemma di Carlotta Colonna, moglie del conte Carlo Carafa, che a seguito della morte del marito nel 1717 esplicò le funzioni di reggente del feudo sino al 1724. Alla Colonna si deve l'edificazione della taverna e l'esecuzione dello stemma che raffigura a sinistra gli emblemi della famiglia Carafa e a destra quelli della famiglia Colonna.
Palazzo VescovileTerminato nel 1696 conserva la tipica struttura edilizia del palazzo cerretese con l'androne, il cortile interno e il retrostante giardino. Il piano superiore, sede del vescovo di Cerreto, Telese e Sant'Agata, conserva nel salone degli stemmi un dipinto attribuito a Luca Giordano.
Monte di PietàEdificio in stile neoclassico sede sino ai primi anni del Novecento dell'antica pia istituzione. Al primo piano è sita la cassaforte a muro, ornata da stucchi settecenteschi. Il Monte di Pietà dopo di aver ospitato una mostra sulla civiltà contadina è diventato il centro di aggregazione delle associazioni cerretesi.

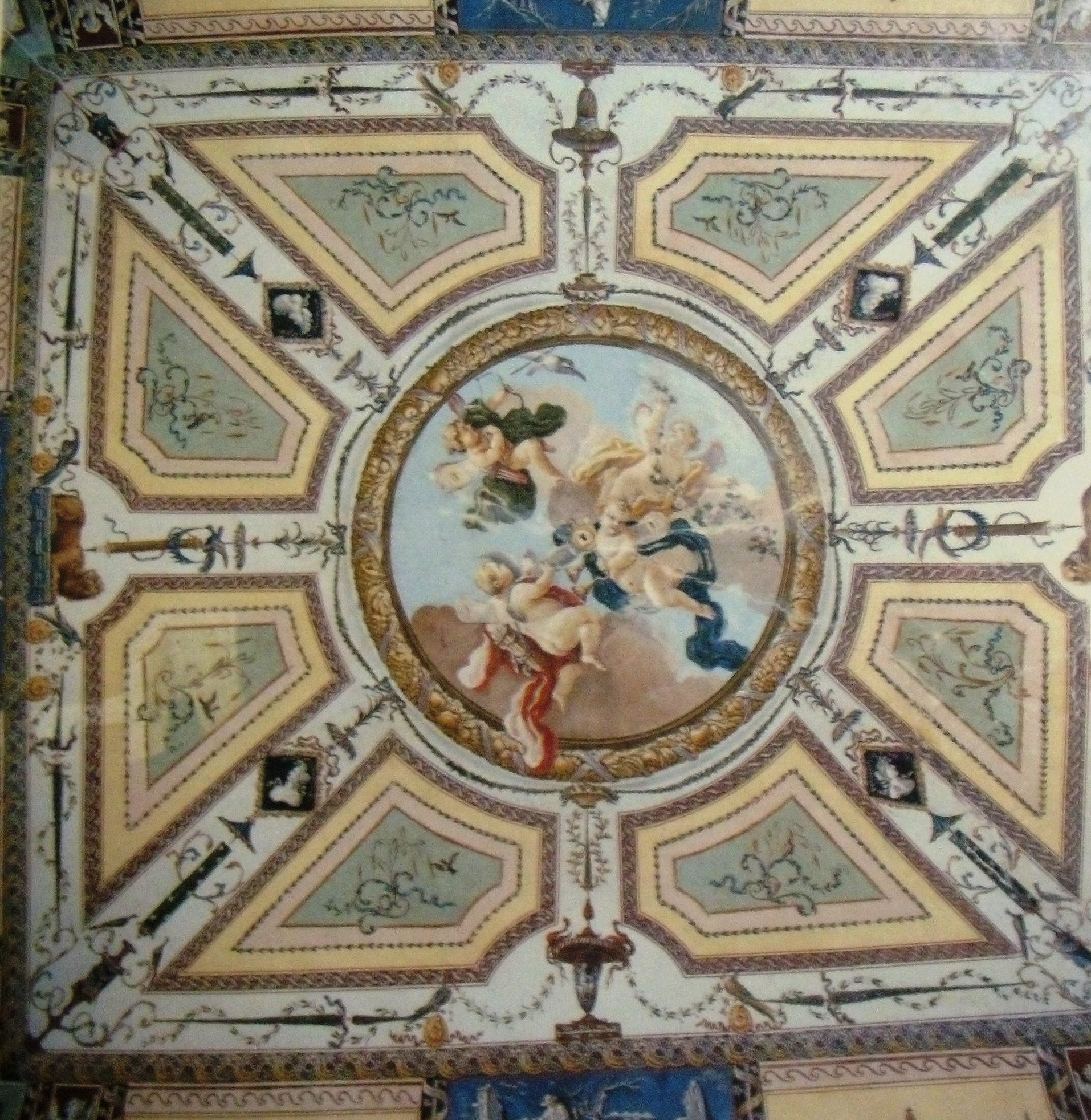
Ambiente affrescato da Francesco Celebrano in palazzo Ungaro

Palazzo Giuseppe CiaburroCostruito da ricchi commercianti di panni lana, ospita dal 1995 la Comunità Montana del Titerno. Il bel portale in pietra lavorata costituito da bugne a cuscinetto alternate e i resti del loggiato verso il giardino sono le principali vestigia della struttura originaria.
Palazzo UngaroDal 1960 diviso fra più proprietari, è stato per secoli la residenza di questa importante famiglia cerretese. Nel piano nobile sono presenti alcuni ambienti affrescati con grottesche, putti e decorazioni rococò eseguite dall'artista napoletano Francesco Celebrano;
Palazzo del viceconteChiamato così perché per alcuni anni ha ospitato il Viceconte o Governatore della contea, funzionario che curava gli interessi dei feudatari Carafa che risiedevano a Napoli. L'esterno è caratterizzato dal portale con bugne a punta di diamante e dalla decorazione a rinzaffo della facciata.
Palazzo MagnatiDi proprietà Altieri, vi si sono tenute delle riprese cinematografiche di alcuni film negli anni cinquanta. Dal cortile interno parte una doppia scalinata che termina in un ampio loggiato affrescato che guarda verso il retrostante ed ampio giardino.
Palazzo NardellaIl palazzo è caratterizzato dai singolari monogrammi in tufo grigio che corrono lungo tutto il cornicione della parte della facciata salvatasi alle ristrutturazioni degli anni settanta. Anche presso questo edificio si sono tenute alcune riprese cinematografiche negli anni cinquanta.
Seminario Diocesano di Cerreto SannitaArchitettura ampliata più volte nel corso dei secoli e dotata di una biblioteca che raccoglie oltre 10.000 testi e numerose cinquecentine. È dal 1938 sede del Liceo classico paritario "Luigi Sodo".
Palazzo GiordaniCaratterizzato dalla bella facciata settecentesca e dalle graziose ringhiere bombate in ferro dei balconi, dotate anche di portafiaccole. Il portale in pietra, costituito da bugne a cuscinetto, e la decorazione a rinzaffo della facciata rendono l'edificio graziosamente gradevole.

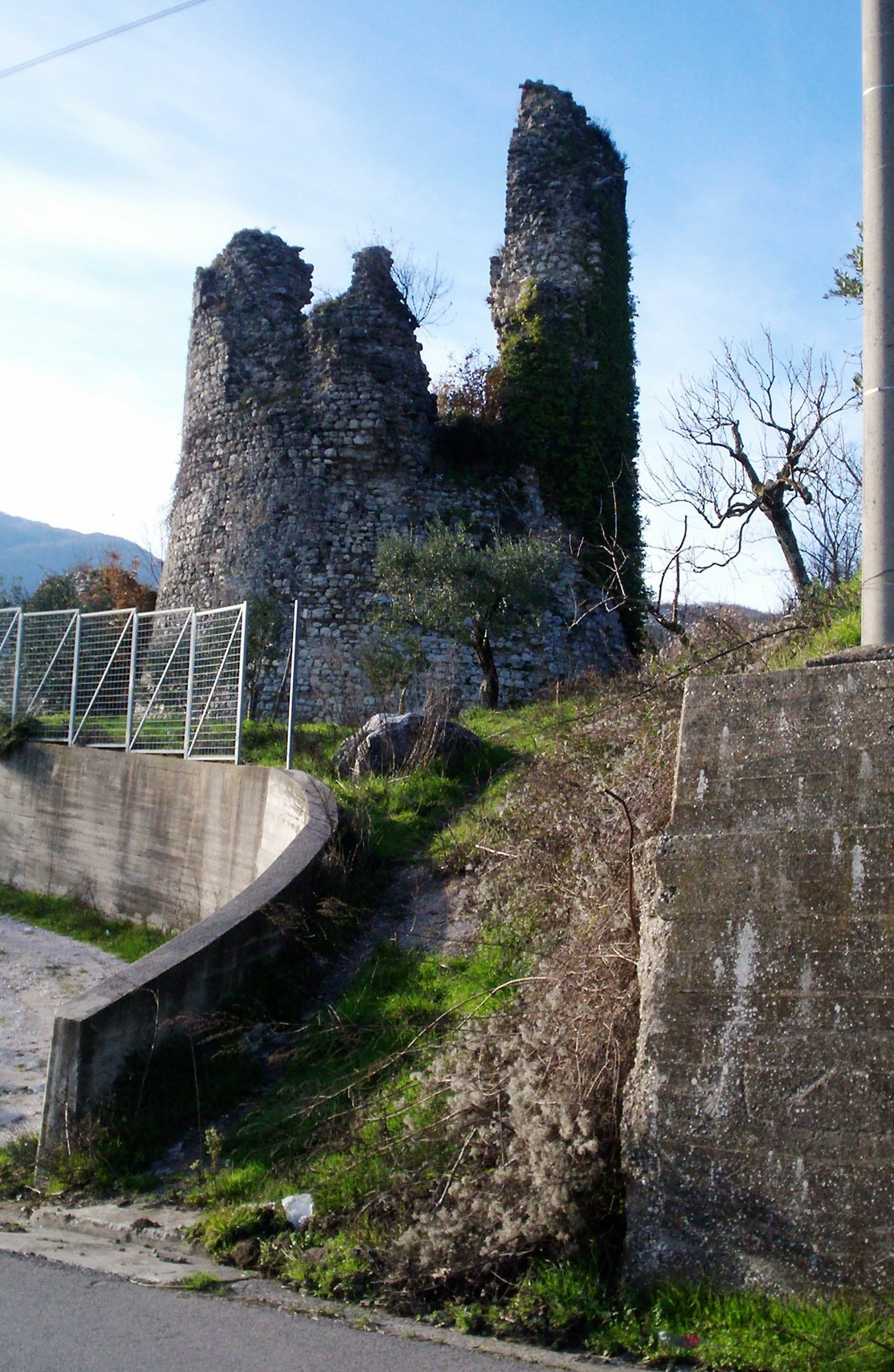
Torrione di Cerreto antica

Palazzo CarizzaAttrazione principale dell'architettura è il portale con bugne a cuscinetto che incornicia una rosta in legno intagliato costituita da un putto dal quale dipartono delle ramificazioni floreali tipicamente settecentesche.
Palazzo CiaburroDal 2005 è sede degli uffici dell'ambito sociale B3. Il palazzo conserva alcuni stucchi settecenteschi, il portale in pietra modanato e tracce di decorazioni parietali negli ambienti interni.
Villa LangerOriginariamente casolare di campagna nella periferia sud del centro storico, nel XVIII secolo fu ampliato da Andrea Salvatore, commerciante di panni lana. Nel 1823 vi morì il nipote Andrea Mazzarella, poeta e patriota cerretese.

### Altro

#### Fontane
Nel territorio sono site numerose fontane. In piazza San Martino si può ammirare la fontana dei Delfini, acquistata a Napoli nel 1812. Sarebbe la celebre fontana dalla quale Masaniello arringava la folla a Napoli in piazza Mercato. In località Coste è sita la fontana di Monsignore ricostruita negli anni quaranta con l'uso di alcune pietre lavorate provenienti da Palazzo Ungaro. In località Tinta è presente la fontana della Tintoria ducale, costituita da due mascheroni in pietra lavorata dai quali sgorga l'acqua. Nelle località Sant'Anna, Madonna delle Grazie e Madonna della Libera sono site altrettante fontane dotate di mascheroni in pietra lavorata.

#### Monumenti
In piazza Luigi Sodo è sito il monumento ai caduti di tutte le guerre, rifatto nelle forme attuali nel 1960 dopo che il precedente era stato fuso durante la seconda guerra mondiale per ricavarne delle munizioni. A fianco al monumento è esposto un cannone mobile usato nell'ultimo conflitto mondiale dall'esercito italiano. Sino all'estate 2009 in piazza Roma era sito il monumento alla Madonna delle Grazie, eretto nel dopoguerra. Nello spazio antistante la caserma dei Carabinieri è sito il monumento all'Arma impresso su pietra locale lavorata, opera del maestro cerretese Francesco Grillo.

### Siti archeologici

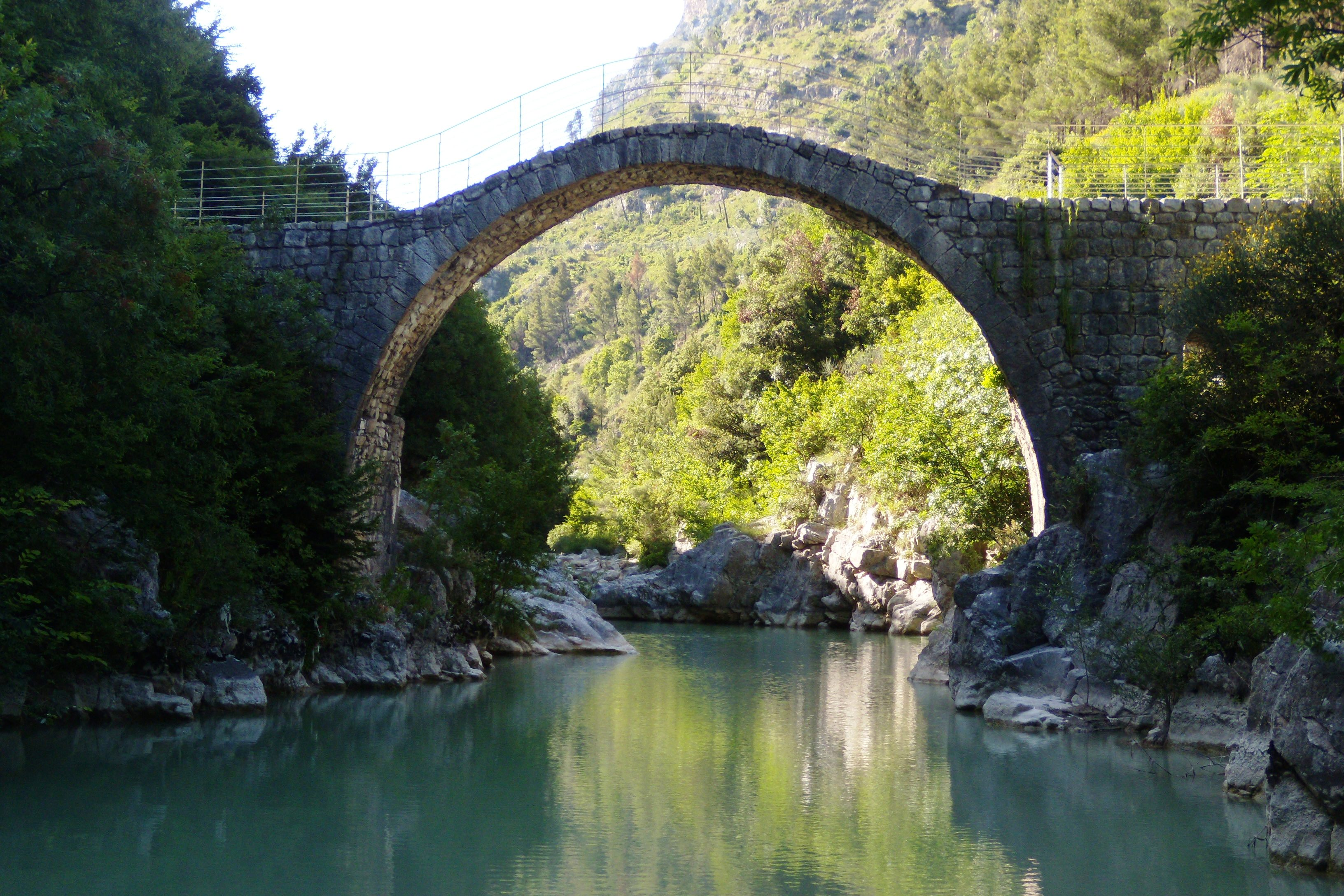
Scorcio del ponte di Annibale

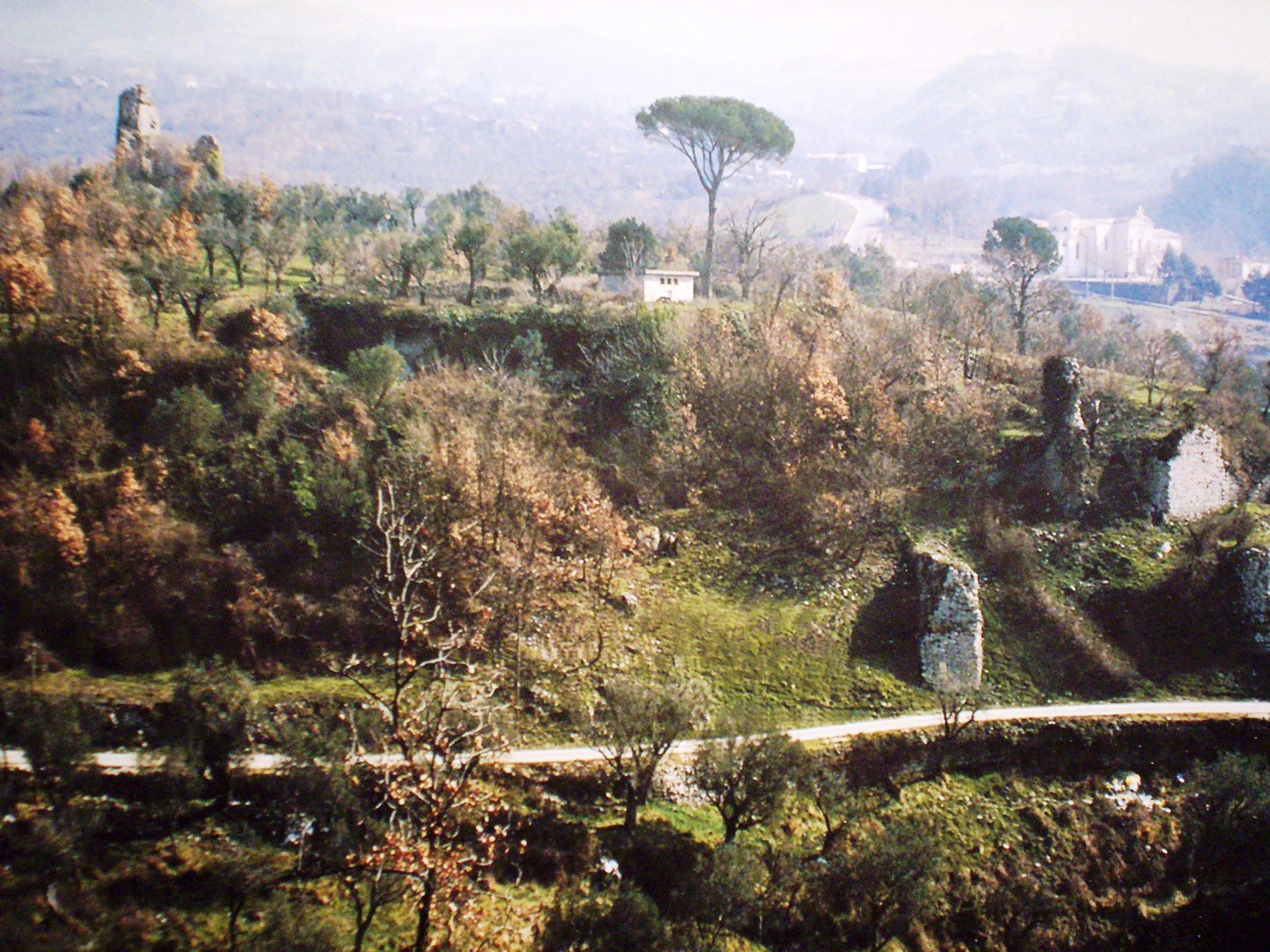
Colle con i resti della vecchia Cerreto, distrutta dal sisma del 5 giugno 1688

Cerreto anticaDi Cerreto antica (l'insediamento distrutto dal terremoto del 5 giugno 1688) restano visibili pochi ruderi tra cui il Torrione che aveva funzioni carcerarie. Altre tracce archeologiche sono site in località San Giovanni. Nel 2010 il Torrione è stato acquistato dal Comune di Cerreto Sannita allo scopo di aprire un parco archeologico e di portare alla luce gli altri resti di Cerreto antica.
ponte di AnnibaleSu questo antico ponte sarebbe passato, secondo una leggenda, il celebre condottiero cartaginese durante la seconda guerra punica. La strada di accesso al ponte è sita lungo la via provinciale Cerreto-Cusano ed è segnalata da un monumento in ferro raffigurante un elefante. Il ponte, costruito interamente con l'uso di pietra locale, è costituito da una sola arcata a tutto sesto che sovrasta il corso del fiume Titerno.
Tempio di FloraDi questo antico tempio sannita-romano dedicato alla dea Flora resta solo una parte del basamento e altri reperti lapidei come delle colonne e dei capitelli. Alcuni blocchi del basamento sono stati usati nel XVIII secolo per costruire una vicina fontana.
Tintoria ducaleEra uno dei tanti opifici che lavoravano i panni lana prodotti a Cerreto. La Tintoria, costituita da una serie di ambienti, è nel 2011 sottoposta ad un restauro dopo che per decenni è rimasta in abbandono ed è stata al centro di numerosi furti di materiale lapideo. Altro sito di archeologia industriale è quello del "Molino Di Paola" accessibile da via Molino, una traversa di via Michele Ungaro.
Cartoniera ducaleLa Cartoniera ducale era un opificio presente in entrambe le cittadine di Cerreto Sannita, antica e nuova, ai tempi del lungo periodo comitale segnalatosi per una fiorente economia basata sull'indotto del settore pastorizio.

### Aree naturali

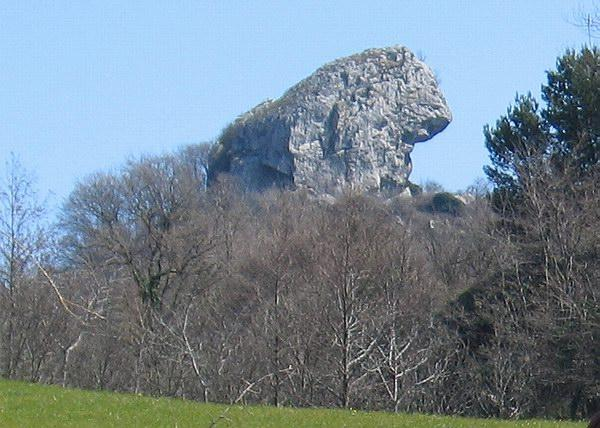
La morgia Sant'Angelo o "Leonessa"

Morgia Sant'Angelo o "Leonessa"La leonessa è un blocco di pietra calcarea simile ad un felino avente nel suo ventre una grotta abitata nel neolitico, trasformata in chiesa dai longobardi. La strabiliante somiglianza al felino, riscontrabile sin da lontano, è dovuta all'erosione fisica, chimica e meccanica esercitata dagli atmosferili nel corso dei millenni. Nella contrada "cese", dove si trova la morgia, sono molto frequenti strane forme di erosione delle pietre calcaree come testimonia anche il complesso roccioso delle "Ripe del Corvo" sito poco distante dalla leonessa.
Forre del TiternoLe forre sono dei piccoli canyon scavati grazie all'erosione millenaria dell'acqua. Esse raggiungono la profondità massima di trenta metri ed un diametro massimo di circa quindici metri.
Grotta chiusa o dei brigantiChiamata anche grotta chiusa, è stata esplorata il 6 agosto 1935 da un gruppo di speleologi capitanati dai professori Umberto Franco e Silvestro Mastrobuoni. Il difficoltoso ingresso è da anticamera ad una serie di ambienti ricchi di stalattiti e stalagmiti che terminano nella "cattedrale", maestoso locale alto circa 20 metri.
Cascata Vallantica e Grotta CupaIn località Raone, a nord della contrada Madonna della Libera, un sentiero porta al ponte e alla cascata Vallantica, alta circa cinquanta metri. A monte della cascata, nei pressi della cima di monte Alto, è situata la Grotta Cupa. Essa è costituita da un ambiente lungo alcuni metri e largo un metro e cinquanta. La grotta si è formata grazie alla inclinazione di due grandi rocce.

## Società

### Evoluzione demografica
| Evoluzione storica della popolazione prima del 1861 |       |
| 1597                                                | 7.000 |
| 1611                                                | 8.000 |
| 1655                                                | 9.000 |
| 1663                                                | 8.000 |
| 1741                                                | 4.077 |
| 1792                                                | 4.481 |

L'evoluzione demografica di Cerreto Sannita dal 1861 al 2001 è la seguente:
Abitanti censiti

Nella prima metà del XVII secolo gli abitanti erano circa 9.100 divenuti 8.000 dopo la peste del 1656 e 4.000 dopo il terremoto del 5 giugno 1688.
Al 31 dicembre 2009 erano residenti 4.209 persone per un totale di 1.590 famiglie, 4 convivenze e un numero medio di componenti per famiglia di 2,63.
L'età media è di 43,4 anni. Il tasso di natalità è del 6,6%.

### Etnie e minoranze straniere
La presenza straniera regolare rappresenta l'1,9% della popolazione totale del comune. Al 31 dicembre 2009 erano residenti nel comune 82 cittadini stranieri (trentatré maschi e quarantanove femmine). La comunità più numerosa è quella rumena (quarantasei unità) seguita da quella ucraina (tredici unità).

### Lingue e dialetti

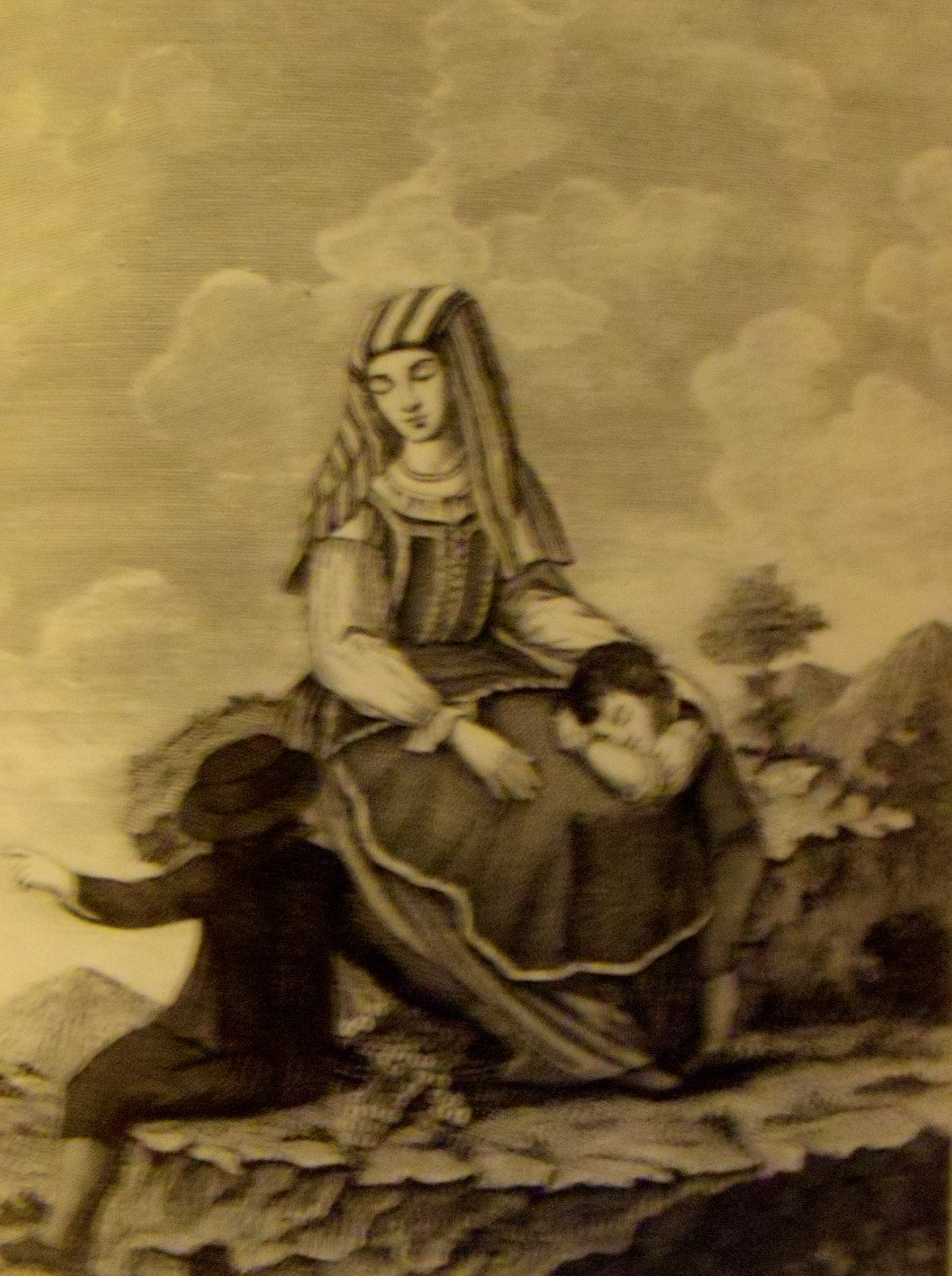
Costume tipico della donna di Cerreto Sannita

Il dialetto cerretese (o secondo la scrittrice Elena Cofrancesco la "parlata cerretese") risente dell'influenza tarda latina con la presenza di termini spagnoli, francesi, germanici, greci e addirittura turchi ed arabi. La parlata cerretese si differenzia dai dialetti dei comuni limitrofi specie per quanto riguarda l'uso degli accenti. Una poesia in dialetto cerretese scritta negli anni sessanta da Lucia Ciarleglio Brunelli ed intitolata "Il mio Paese" è diventata col passare del tempo un "inno" dei cerretesi, grazie all'arrangiamento musicale effettuato da Nicola Giuseppe Giordano negli anni ottanta. Si riportano alcuni versi con la sottostante traduzione in italiano:
A me pèr tropp béglie, pèr fatt cu i pnnégl,
e m n pozz avantà: n'at megl n nc po sctà.
Tén atturn tre muntagn e n munn d campagn.
Munt Coppa e Muntrvèn a i Cign dann a mèn: so muntagn ricch e bèll, fann a nua a sntnèll.
Po ' sctà mméz a tre vallun che n nportn alluviun: i puai és sctà mpnnènt, sc-corr l'acqua ogni mumènt.
I ngegner ca i facéu sèl e pèp c mttéu e cu tutta a giumtria, i facéu a smmtria.
Ogn patr ha ditt a i fuigl ca è Turin piccerigl sctu paiés, e iè vrddà, t l pozz addmusctrà: ha tre chiazz rann e bèll, uatt vie dritte e scnèll, e i Corz è fianchggèt ccà e llà da i ucenèt...»
A me sembra troppo bello, sembra fatto col pennello, e me ne posso vantare: un altro migliore non ci può essere.
Tutto intorno ha tre montagne e tanta campagna.
Monte Coppe e Monte Erbano sembrano diano la mano a Monte Cigno: sono montagne ricche e belle, fanno a noi da sentinella.
Inoltre sta in mezzo a tre valloni che non provocano alluvione: il paese è in pendenza e l'acqua scorre ogni momento.
L'ingegnere che lo progettò ci mise sale e pepe, ovvero ingegno e maestria e nel rispetto della geometria lo realizzò in forma simmetrica.
Ogni padre ha detto al figlio che Cerreto è la piccola Torino, questo paese è la verità, te lo posso dimostrare, ha tre piazze grandi e belle, quattro vie dritte e snelle e il corso è fiancheggiato a destra e a sinistra da vicoli...»

### Tradizioni e folclore

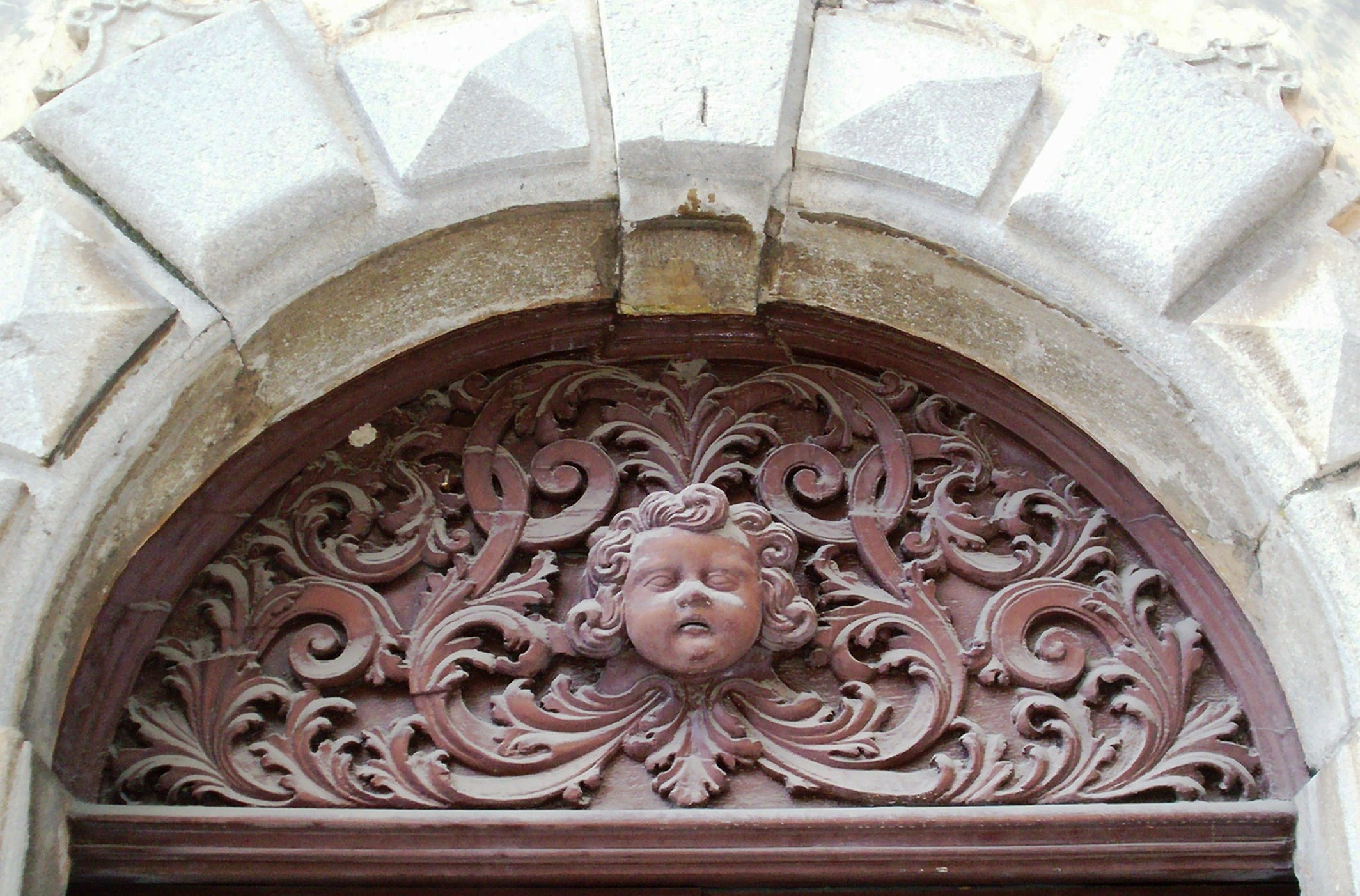
Rosta con putto (palazzo Carizza)

Il costume tradizionale femminile è stato impresso a cavallo fra XVIII e XIX secolo su una stampa d'epoca realizzata per il Re di Napoli. L'incisione, raffigurante una donna seduta attorniata da due bambini (uno dei quali indica la vallata dove sorge la cittadina), è stata successivamente ripresa come decorazioni di un rinfrescabottiglie e di una guantiera in ceramica. La donna è rappresentata con una camicia chiara, un vestito spesso di lana, un fazzoletto piegato sulla schiena, le calze di lana, le scarpe di cuoio, la "mappa" (copricapo) di coloro chiaro ed il grembiule o "mantesino".

### Istituzioni, enti e associazioni
Cerreto Sannita è sede di istituzioni decentrate della pubblica amministrazione, di scuole, uffici, enti e associazioni. In particolare è sede degli uffici distrettuali dell'Agenzia delle entrate, del Comando Compagnia dei Carabinieri, del coordinamento dell'Ambito Sociale B3, della Curia vescovile e della Comunità montana del Titerno e Alto Tammaro.
La più antica associazione della cittadina è la Società di mutuo soccorso, fondata ad opera dell'On.le Michele Ungaro il 3 marzo 1881. A seguire vi è il "Circolo d'Arte", nato come Società di agricoltori alla fine del XIX secolo. Nel paese è sito l'ospedale Maria delle Grazie.

## Cultura

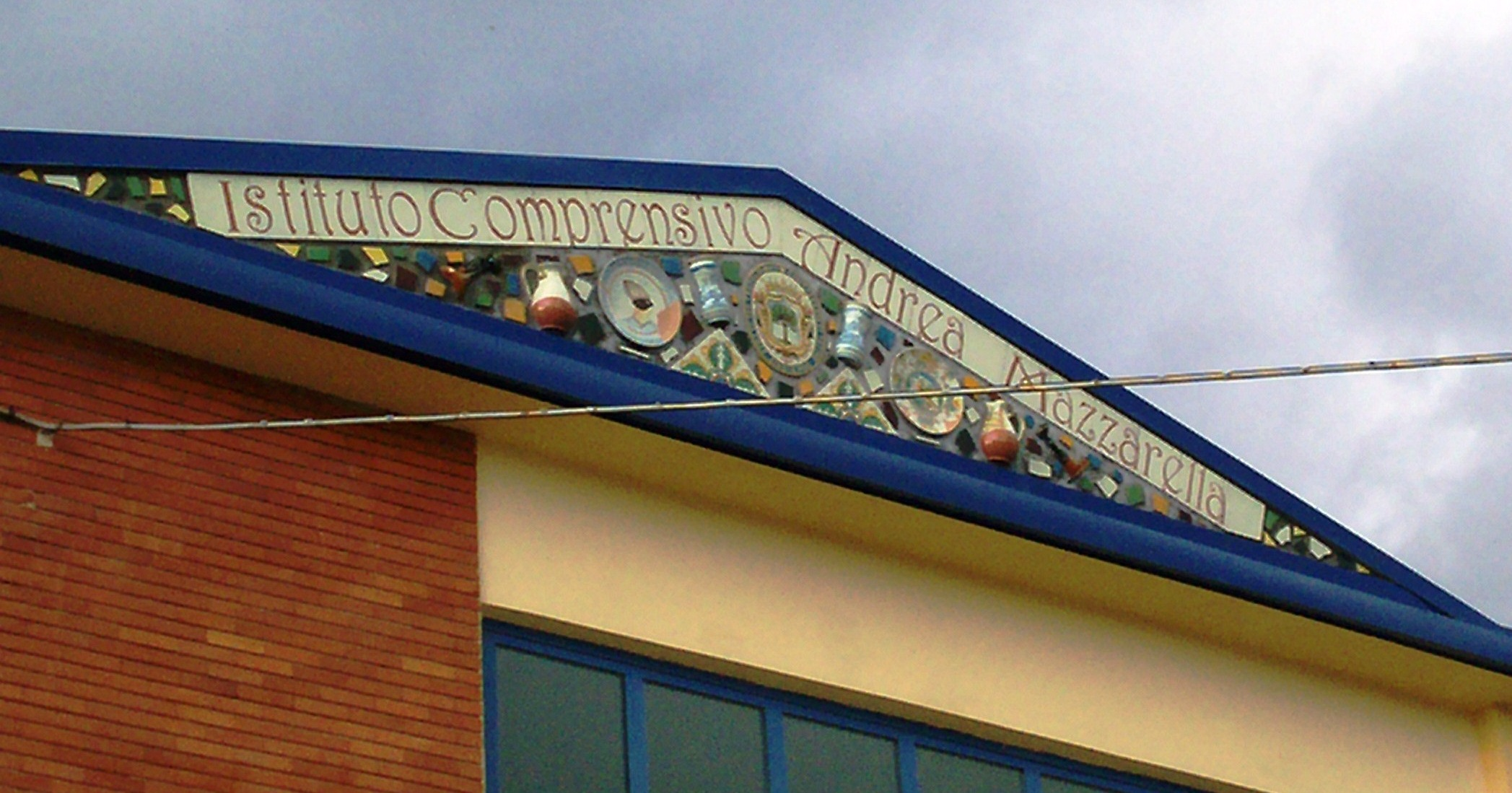
Particolare dell'edificio della scuola elementare

### Istruzione

#### Biblioteche
La Biblioteca del Seminario Diocesano di Cerreto Sannita possiede 10.000 volumi e numerose cinquecentine. Altre biblioteche sono quelle della Società Operaia e dell'Istituto Superiore Carafa-Giustiniani.
Il 17 dicembre 2011 presso la suggestiva cornice di Palazzo del Genio è stata inaugurata la "Biblioteca del Sannio" (BIBLOS), che si propone di raccogliere in un unico luogo fisico i testi redatti sul Sannio, nel Sannio e da Sanniti, al fine di esaltare il valore delle origini e l'orgoglio della propria terra.

#### Scuole
L'istituzione scolastica più antica di Cerreto Sannita è il Seminario diocesano, istituito nel 1593 da mons. Cesare Bellocchi. Dal 1938 è stato annesso al Seminario il Liceo ginnasio vescovile "Luigi Sodo", diventato Liceo classico paritario nel 2002. Al Seminario dal 1973 è annesso anche l'Istituto Superiore di Scienze Religiose.
Al 1957 risale l'istituzione dell'Istituto statale d'arte per la ceramica "Nicola Giustiniani", divenuto Liceo artistico a partire dall'anno scolastico 2010/2011. Nel 1962, invece, fu fondato l'Istituto Tecnico Commerciale e per Geometri "Marzio Carafa" che ha sede nell'ex palazzo ducale in Piazza Luigi Sodo. I due istituti si sono fusi nel 2009 dando vita all'Istituto di Istruzione Superiore di Cerreto Sannita "Carafa Giustiniani".
L'istruzione primaria e secondaria di primo grado è invece assicurata dai due plessi di piazza Mazzacane e via Tinta, facenti parte dell'Istituto Comprensivo "Andrea Mazzarella".

#### Musei

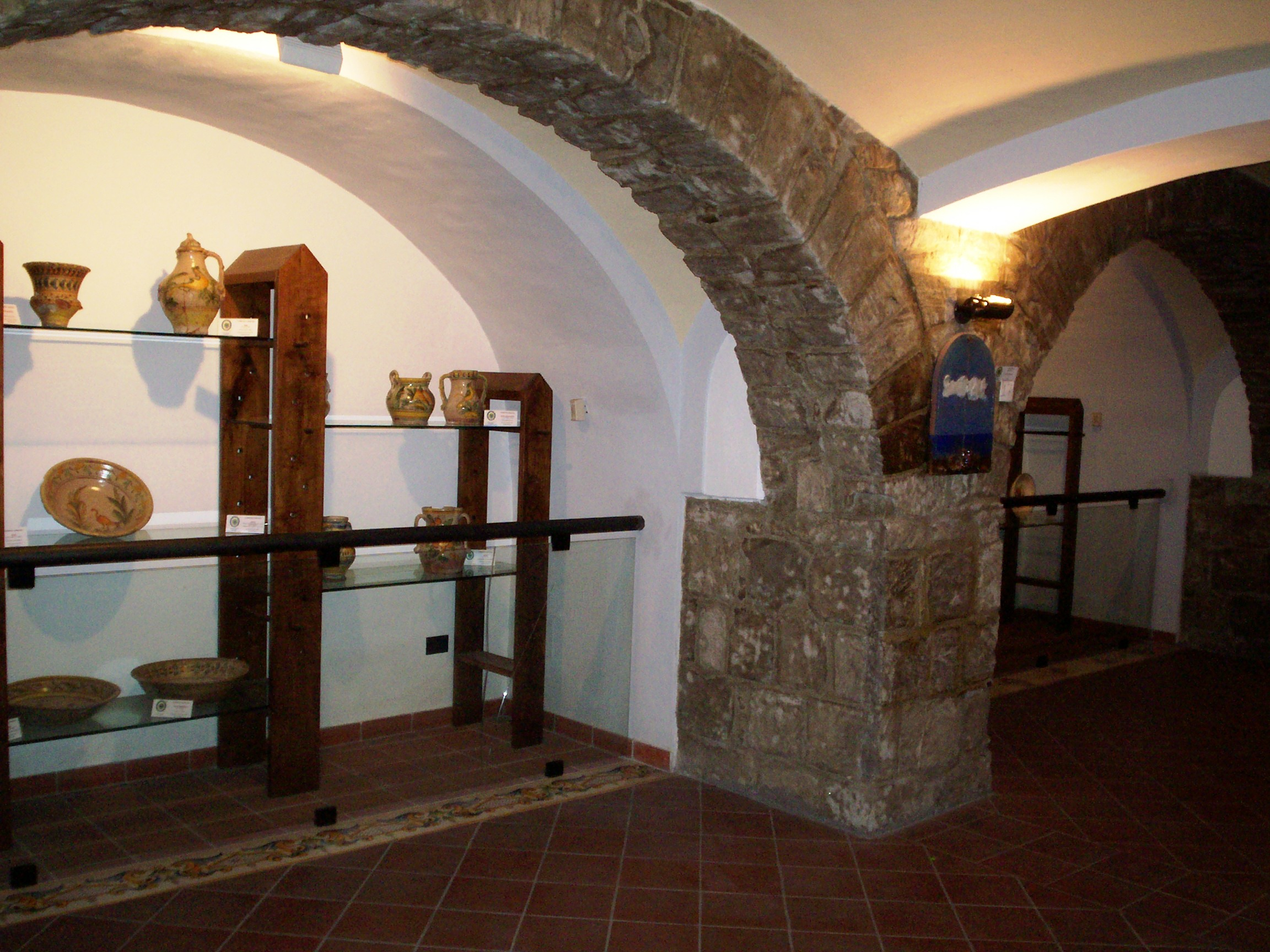
Scorcio del museo civico e della ceramica cerretese

A Cerreto Sannita sono aperti al pubblico due musei comunali:
- il Museo civico e della ceramica cerretese, diviso nelle sezioni della ceramica storica e della ceramica contemporanea; recentemente ha acquisito circa 200 pezzi della "Collezione Mazzacane".
- il museo civico di arte sacra, contenente pregevoli reperti artistici a soggetto religioso.

Con delibere di Giunta comunale n. 137 e n. 138 del 5 luglio 2011 sono state istituite due nuove esposizioni permanenti: il museo del brigantaggio e la sezione archeologica nel museo civico.
Altra esposizione permanente è la mostra "Regioni d'Italia" curata dall'Associazione Giustiniani. In questa mostra, ospitata presso la sede centrale dell'Istituto scolastico "Carafa-Giustiniani", sono esposti manufatti ceramici provenienti dalle più importanti città della ceramica d'Italia.
Esposizioni minori di carattere permanente sono una raccolta di "riggiole" (mattonelle) in ceramica cerretese, formatasi in un locale attiguo la Collegiata di San Martino, ed una raccolta di oggetti e parametri sacri appartenuti alle suore clarisse di Cerreto Sannita ed esposti in un locale attiguo la sagrestia della chiesa di Santa Maria Mater Christi.

### Arte

#### La ceramica cerretese
La ceramica cerretese ha antiche origini anche se il periodo più florido e di maggiore produzione fu quello successivo al terremoto del 5 giugno 1688. La ricostruzione del paese infatti attirò molti "faenzari" (ceramisti) napoletani che contribuirono a dare vita ad una nuova arte della ceramica più fastosa e baroccheggiante.

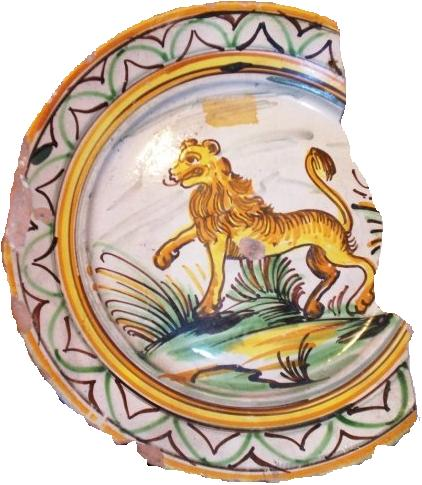
Piatto in ceramica cerretese del Settecento conservato presso il museo civico e della ceramica cerretese

Secondo lo studioso Salvatore Biondi il manufatto più antico della ceramica cerretese sarebbe una statuetta raffigurante l'Ecce Homo, appartenuta a Caterina Sanframondi, prima badessa del Monastero delle Clarisse della vecchia Cerreto.
Dopo il 1688 nel comune si stabilirono diversi maestri napoletani tra i quali i Giustiniano, i Festa, gli Scarano ed i Marchitto. Costoro, con il loro operato, resero la ceramica cerretese ambita e ricercata tanto da essere ammirata più volte dai sovrani napoletani che nella realizzazione delle statuine del presepe della Reggia di Caserta si avvalsero di maestranze cerretesi.
Oltre ai ceramisti veri e propri (i "faenzari"), vi erano dei ceramisti minori come i "pignatari", i "cocciolari" e i "canalari", tutti legati alla lavorazione dell'argilla. Nella Cerreto del XVIII secolo esisteva un vero e proprio quartiere dei ceramisti che sorgeva nei pressi della Cattedrale. Durante la ristrutturazione di numerose abitazioni esistenti in quella zona sono stati ritrovati resti di fornaci per la cottura delle terrecotte e delle ceramiche.
Dopo alcuni decenni di declino, nella metà del XX secolo è nato nuovamente l'interesse verso questa antica forma d'arte grazie anche alla costituzione dell'Istituto statale d'arte di Cerreto Sannita. Nel 1997 alla ceramica prodotta a Cerreto Sannita e nella vicina San Lorenzello (fino al 1860 frazione di Cerreto Sannita) è stato riconosciuto il marchio di ceramica artistica e tradizionale con decreto del Ministero dell'Industria, del Commercio e dell'Artigianato. Sono solo trentatré i comuni che in tutta Italia hanno avuto tale riconoscimento.
Dal 2001 la produzione ceramica di Cerreto Sannita e di San Lorenzello è regolata da un disciplinare approvato dal Consiglio nazionale ceramico in data 21 novembre 2001.
Sono manufatti tipici cerretesi i piatti da pompa, i vasi da farmacia, le brocche lobate, le acquasantiere e le "riggiole" (mattonelle) con decoro a rosa dei venti o a festone. Nella maggioranza dei manufatti prevalgono le decorazioni con soggetti religiosi, naturalistici o paesaggistici.
I colori tradizionali del XVII-XVIII secolo sono il giallo, il verde ramina, il blu Cerreto e l'arancione.

### Teatro
Sin dalla metà del XVIII secolo l'ex Teatro comunale (chiamato dal 2007 Palazzo del Genio) ospitava spettacoli e intrattenimenti le cui parti erano spesse volte recitate da alcuni esponenti della borghesia cerretese. A causa sia della censura ecclesiastica che della censura governativa, le rappresentazioni delle commedie venivano proibite come quella scritta da Oronzo Cerri intorno al 1769, dal titolo "Cerreto modernata", satira rivolta al Clero cerretese dell'epoca.

### Cinema
A Cerreto Sannita si sono tenute le riprese di tre film: Maddalena (1953) con Märta Torén e Gino Cervi; La bella mugnaia (1955) con Sophia Loren, Marcello Mastroianni e Vittorio De Sica; I briganti italiani (1961) con Ernest Borgnine, Vittorio Gassman e Rosanna Schiaffino.

### Cucina

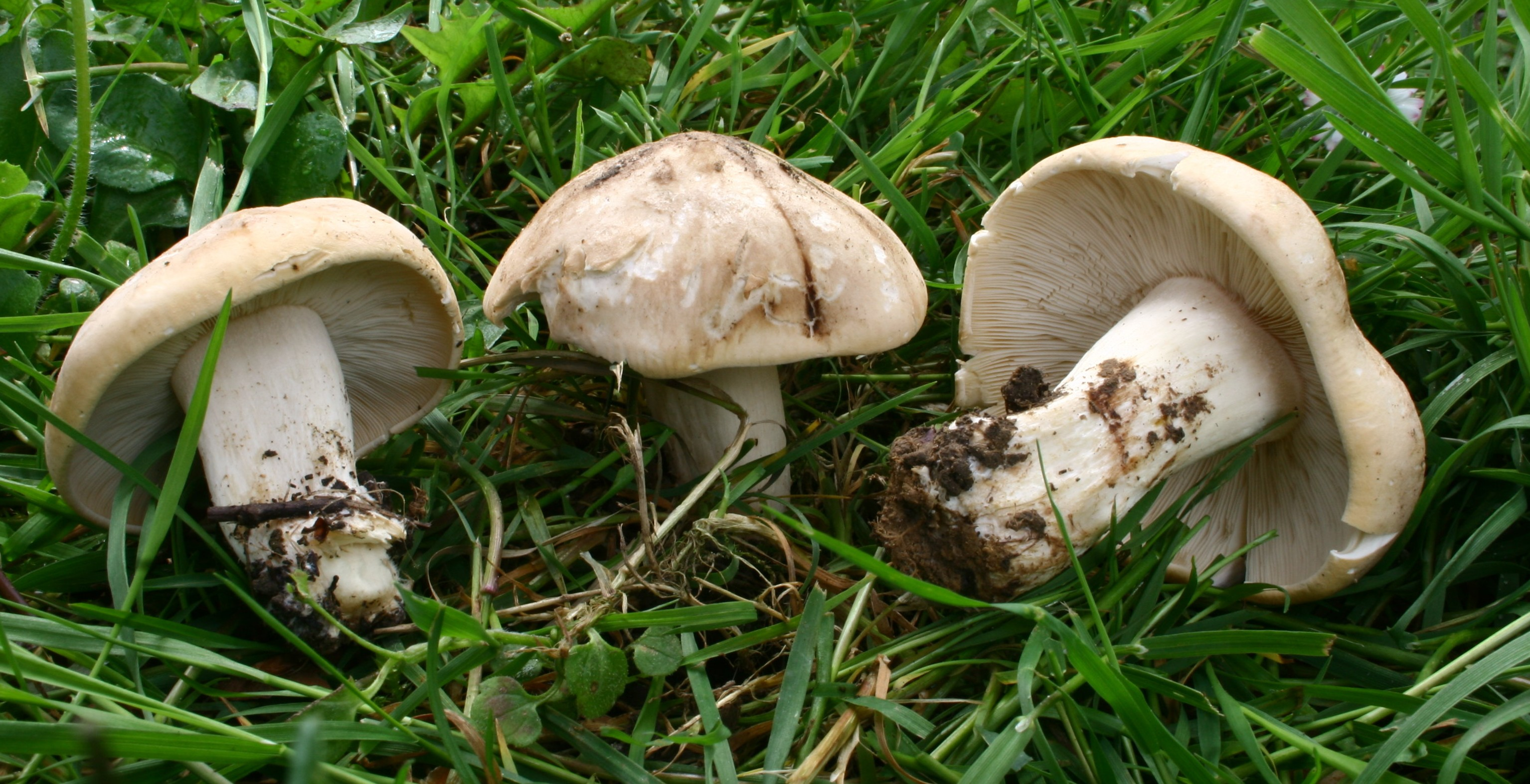
Il Virno o "fungo di San Giorgio"

La cucina cerretese è ancorata alla tradizione culinaria dei contadini della zona. Ruolo rilevante assumono infatti gli insaccati, i salumi e i formaggi. Un pranzo a Cerreto può essere preceduto dalla degustazione delle "scagnuzzell", bruschette allietate da dadini di pomodoro, aglio, olio di oliva e origano. Come primi piatti sono favoriti quelli a base di carne come quelli a base di ragù, magari con l'aggiunta di ricotta di pecorino. Gli "abbuoti", interiora di agnello bollite, sono invece serviti per secondo. Un'intera parte della ricettistica culinaria cerretese è riservata al Virno o fungo di San Giorgio (Calocybe gambosa), fungo primaverile che cresce nella parata, vasto pascolo d'altura sito su Monte Coppe. Con il Virno si possono guarnire numerose pietanze: dalle tagliatelle alle frittate, dalle scaloppine alle bruschette.

## Geografia antropica

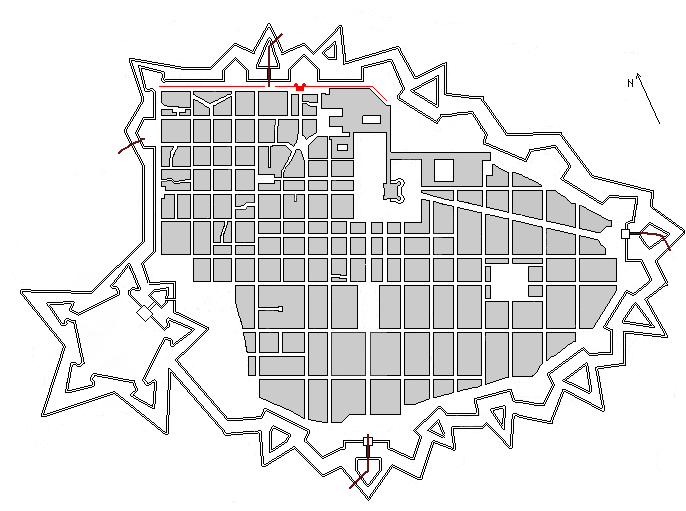
Mappa della città di Torino come appariva nel 1673. Giovanni Battista Manni nella progettazione del centro storico di Cerreto Sannita si ispirò ad un rione del capoluogo piemontese. Da ciò deriva l'appellativo di "piccola Torino".

### Urbanistica
Il centro abitato di Cerreto Sannita si presenta in stile tardo barocco, con le strade che si intersecano sul modello romano dei cardini e dei decumani. Tale particolare fisionomia urbanistica è dovuta alla ricostruzione su progetto che avvenne dopo il terremoto del 5 giugno 1688. Per questo motivo Cerreto viene appellata "città di fondazione". Altra denominazione è quella di "piccola Torino", affibbiata a Cerreto da un funzionario borbonico che visitò la cittadina nel 1842 e che notò la somiglianza con il sistema viario torinese.
La ricostruzione in un sito diverso dal precedente, più a valle, venne decisa dal feudatario Marzio Carafa, appoggiato dal fratello Marino Carafa e dal Vescovo di Cerreto Giambattista De Bellis, nonostante le vive proteste di alcuni cittadini.
Non è possibile affermare chi fu il progettista della cittadina. Il Pescitelli ha proposto il nome del regio ingegnere Giovanni Battista Manni di Napoli, autore certo di alcuni degli edifici più significativi, come le carceri feudali e la Collegiata di San Martino. L'attribuzione del piano regolatore al Manni è stata però duramente contestata dal Ciaburri con apposite motivazioni proponendo come "ideatore del piano urbanistico" l'ufficiale dell'esercito spagnolo Marino Carafa, fratello del conte Marzio Carafa e riconosciuto dalle testimonianze d'epoca come il vero artefice della ricostruzione della cittadina.
La ricostruzione di Cerreto Sannita ex novo non può paragonarsi a quella dei centri della Val di Noto in Sicilia, distrutti dal terremoto del 1693, condividendo però con essa elementi di singolarità e di novità. Elemento comune, in entrambi i casi, è la motivazione che ha spinto alla ricostruzione come il forte peso avuto dai feudatari, l'uso di un disegno complessivo di intervento e alcune tematiche economico-sociali che hanno influenzato la decisione finale. Importante è l'aspetto legato ai rapporti di forza che si sono instaurati tra le diverse componenti sociali della cittadina: il conte Marzio Carafa, la Chiesa ed i ceti mercantili.
Tre furono gli isolati base che il Manni tenne presente, destinati ad altrettante tipologie abitative:
- isolati a corte, nati per ospitare i palazzi dei signori;
- isolati a spina, lunghi e stretti, per gli artigiani, gli operai ed il ceto meno abbiente;
- isolati a blocco, per ospitare gli edifici di culto e del clero.

#### Cerreto Sannita città antisismica?
In più occasioni, anche in trasmissioni televisive, Cerreto Sannita è stata descritta come "città antisismica", concepita per resistere ai terremoti. In particolare la tesi dell'antisismicità di Cerreto Sannita è stata oggetto più volte di attenzione del noto geologo Mario Tozzi che in una puntata della trasmissione Fuori Luogo andata in onda su Rai 1 il 22 agosto 2016 ha definito la nuova Cerreto "un paese capace di attraversare tre secoli senza subire danni dai terremoti". A onor del vero va detto che Cerreto nel corso di questi tre secoli non ha subito terremoti di intensità pari al terribile terremoto del 5 giugno 1688. Il terremoto può forte subito in questi tre secoli, quello del Molise del 1805, provocò danni e morti anche a Cerreto e colpì duramente la parte bassa del centro abitato provocando la caduta di case, di campanili e cupole di chiese e la morte di sette persone. Il Foglio ha criticato duramente la tesi di Tozzi.
L'architetto Nicola Ciaburri, autore di numerosi saggi sull'urbanistica di Cerreto Sannita, ha scritto che la cittadina più che antisismica è "attenta al rischio sismico". In merito ha scritto che "Cerreto è sicuramente la prima città dotata di un piano urbano in grado di diminuire non la forza sismica, ma l'esposizione al sisma". Tutti gli accorgimenti utilizzati nell'edificazione del nuovo centro abitato dopo il 1688 (regolari e larghe vie di fuga, il "sistema delle piazze" per garantire aree sicure, la limitazione in altezza degli edifici) erano sicuramente innovativi ma si limitavano ad essere dei "presidi di protezione civile". Inoltre le sopraelevazioni e i pesanti interventi di consolidamento effettuati sugli edifici soprattutto nella seconda metà del '900, hanno finito per compromettere l'originaria capacità di resistenza sismica della cittadina.

### Suddivisioni storiche

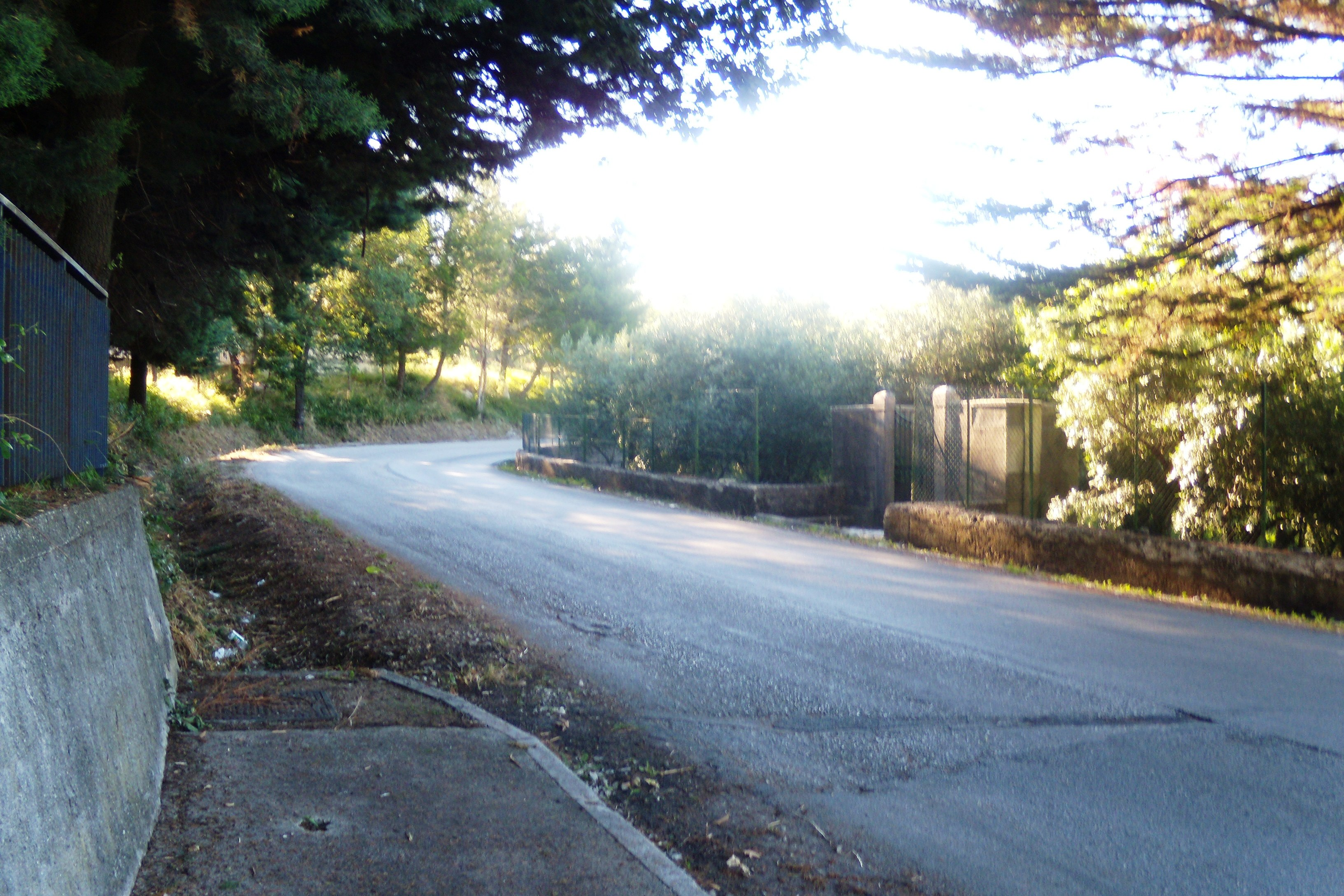
La strada provinciale Cerreto Sannita – Guardia Sanframondi segna il confine fra le "Cesine di Sopra" e le "Cesine di Sotto", due dei cinque consigli di contrada previsti dallo statuto comunale

La suddivisione storica del centro antico è espressa tradizionalmente in rioni:
1. La Cartoniera (via Nicotera);
2. La Cattedrale;
3. La Costa di San Vito (via Coste);
4. Dietro dai Caprai (via Belle Donne);
5. Dietro alle Vigne (via Massarelli);
6. Dietro San Nicola (piazza Mazzacane);
7. La Quinta Armata (via Chiaie);
8. La Tinta (via Tinta);
9. Capo da fuori (via Mazzarella);
10. Spineto (via Fabbri);
11. San Martino (Piazza Vittorio Emanuele);
12. Sopra dalle Monache (Piazza Roma);
13. Sulla Villa (Piazza Luigi Sodo);
14. San Gennaro;
15. Santa Maria;
16. San Rocco.

### Suddivisioni amministrative

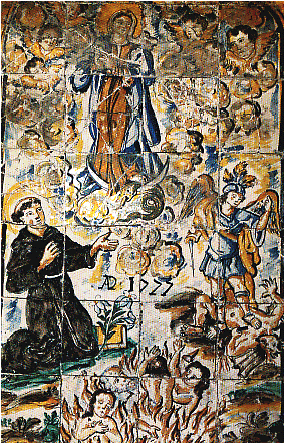
Edicola in ceramica cerretese del Settecento

L'articolo 48 dello statuto comunale approvato nel 2005 ha suddiviso il territorio comunale in cinque consigli di contrada:
1. Madonna della Libera – Raone – Trocchia – Madonna del Carmine – San Giovanni;
2. Sant'Anna – Pontecolonna – Madonna del Soccorso;
3. Montrino – Cerquelle – Madonna delle Grazie – Pezzalonga;
4. Cesine di Sopra;
5. Cesine di Sotto – Dodici Angeli – Acquara.

I consigli di contrada, previsti sia dallo statuto comunale del 2005 che da quello precedente del 1990, non sono mai entrati in funzione a causa della mancata approvazione dei regolamenti attuativi previsti dagli stessi statuti.

## Economia
Per secoli l'economia di Cerreto Sannita si è basata sul commercio e sull'industria dei panni lana. La lavorazione dei panni di lana aveva creato un vero e proprio indotto con diversi opifici ciascuno competente per una determinata fase della produzione. Esistevano infatti le gualchiere, le cartoniere e le tintorie, rispettivamente per sodare e follare i panni, pressarli e uniformarli, ed infine tingerli. La sola Universitas possedeva nel 1625 quattordici gualchiere date in fitto a privati cerretesi. Questa importante fonte redditizia iniziò a scemare dopo l'Unità d'Italia a causa della forte concorrenza delle industrie settentrionali.
Dagli anni 1970 del XIX secolo l'economia si basa essenzialmente sul settore dei servizi e del turismo anche se un ruolo consistente continua ad essere rivestito dal settore primario e in particolare dall'agricoltura. Numerose sono le colture agricole sparse nel territorio comunale come gli oliveti, i vigneti ed i frutteti.
La produzione dell'olio extravergine di oliva (Cerreto Sannita è anche città dell'olio) avviene in quattro frantoi visitabili nel mese di novembre in occasione dell'iniziativa "Le domeniche dell'Olio".
Nel territorio comunale sono inoltre presenti numerose botteghe di ceramisti che continuano a riprodurre il vasto repertorio della ceramica artistica tradizionale di Cerreto Sannita e di San Lorenzello.
Nel 2009 i dichiaranti IRPEF erano 1.440 (il 34,2% della popolazione) per un importo complessivo di euro 29.055.244. Nel 2010 i dichiaranti IRPEF erano scesi lievemente a 1.436 (34,5% della popolazione) per un importo complessivo di euro 29.223.554, salito nel 2011 a euro 30.507.350.
Il reddito pro capite negli anni 2009 e 2011 era rispettivamente di euro 6.903 e 7.505. In entrambi i casi il valore era inferiore rispetto alla media nazionale.
Cerreto Sannita è inoltre bandiera arancione.

## Infrastrutture e trasporti
Cerreto Sannita è attraversata dalla strada provinciale 76, che da un lato la connette a Guardia Sanframondi e all'ex strada statale 87 Sannitica, dall'altro invece conduce a Cusano Mutri e Pietraroja. La strada provinciale 79 connette invece la cittadina alla strada statale 372 Telesina.
I trasporti interurbani di Cerreto Sannita vengono svolti con autoservizi di linea gestiti dalla Autoservizi Irpini SpA per Napoli e Benevento e dalle autolinee Ferrazza per Telese Terme.
La stazione ferroviaria di riferimento è quella di Telese-Cerreto sulla tratta Caserta-Benevento della linea Napoli-Foggia.

## Amministrazione

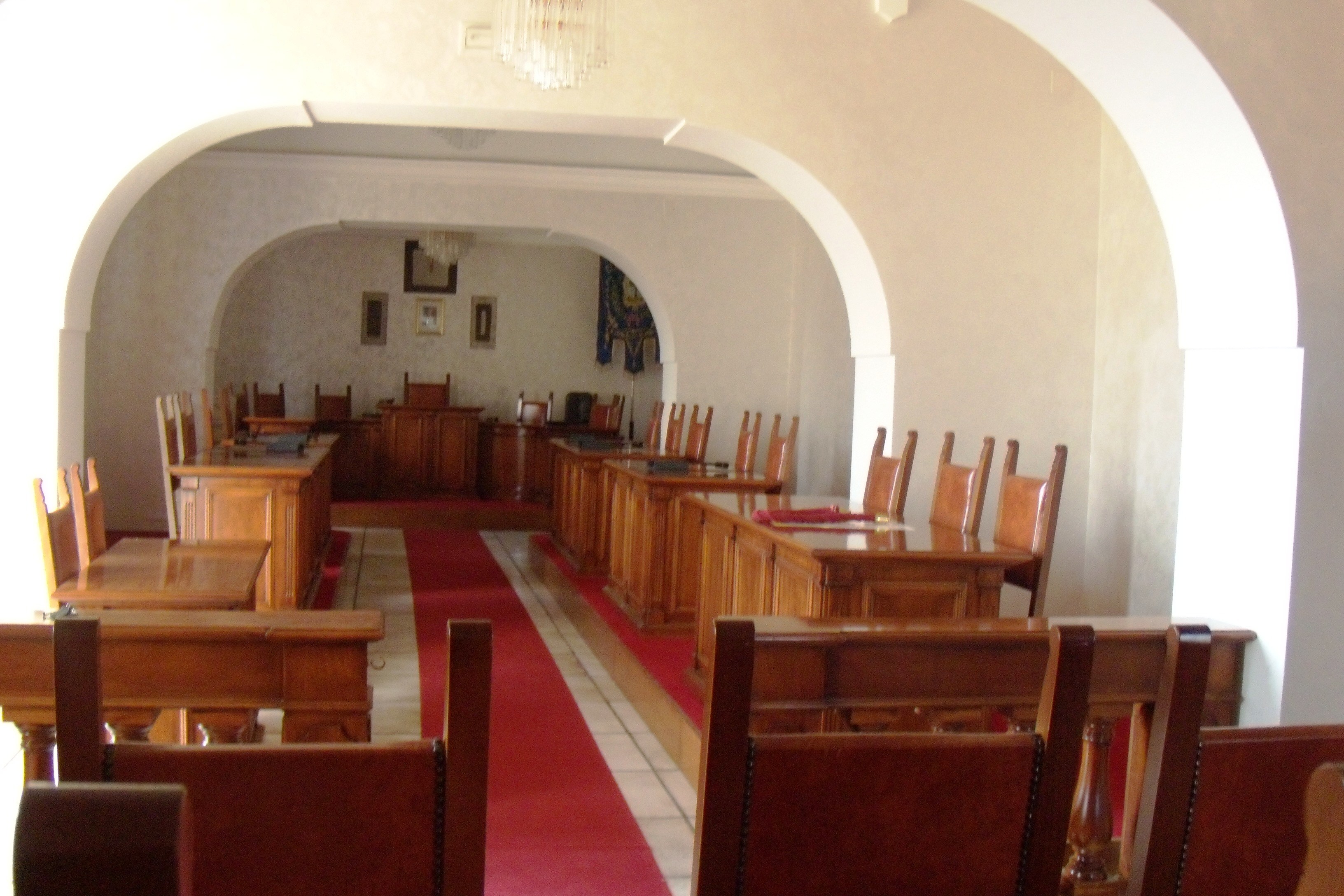
Scorcio della sala del Consiglio comunale sita all'interno di palazzo Sant'Antonio

Gli uffici comunali hanno sede in palazzo Sant'Antonio.

### Gemellaggi
- Cuenca (dal 5 gennaio 2017)

### Altre informazioni amministrative
Cerreto Sannita si è distinta in sede regionale e nazionale per l'alta percentuale di raccolta differenziata ottenendo nel 2009 e nel 2010 il premio dei comuni ricicloni. Dal 2008 la raccolta differenziata è effettuata con il metodo "porta a porta". Nella tabella a lato vengono riportati i dati della raccolta differenziata per anno.
Nel 2004 la cittadina è stata insignita dal Touring Club Italiano del marchio di qualità turistico ambientale dell'entroterra "bandiera arancione" con la seguente motivazione: La località ha sviluppato una propria identità turistica basata sull'offerta di artigianato locale e di prodotti enogastronomici. Particolarmente attiva nell'organizzazione di rassegne focalizzate su questi prodotti. Cerreto viene definita "Città pensata" per la sua conformazione urbana regolare. Fu infatti totalmente ricostruita dopo che il terremoto del 1688 la rase al suolo. La località fu appunto "pensata" sulla base di un progetto del "Regio Ingegnero" Giovan Battista Manna. Cerreto Sannita si presenta infine pulita e curata.
Il comune è socio fondatore dell'Associazione Italiana Città della Ceramica (AICC) che raggruppa i centri di produzione ceramica più importanti della penisola.
Fa parte della Comunità Montana Titerno e Alto Tammaro.

## Sport

Squadra calcistica di Cerreto Sannita (anni settanta)

Sino al 2008 a Cerreto Sannita operavano due diverse squadre calcistiche: la Cerretese e il Real Cerreto. Nel 2014 sono attive due società dilettantistiche: la A.S.D. Libertas Cerreto, fondata nel 2009, e il Real Cominium, non più attivo.
La Libertas Cerreto milita nella Serie D del calcio a cinque.
Riguardo al calcio a cinque femminile è presente la Polisportiva Cerreto Sannita che nel 2011 è approdata in Serie A.
Nel comune sono presenti due strutture sportive pubbliche: lo stadio comunale e un impianto sportivo polivalente coperto.